# Zaburzenia depresyjne
Zaburzenia depresyjne, depresja (łac. depressio „głębokość” od deprimere „przygniatać”) – grupa zaburzeń psychicznych, pojęcie stosowane w terminologii psychiatrycznej i odnoszące się do zespołów objawów depresyjnych występujących w przebiegu chorób afektywnych (nazywanych także zaburzeniami afektywnymi lub zaburzeniami nastroju). Zespoły te objawiają się głównie obniżeniem nastroju (smutkiem, przygnębieniem, niską samooceną, małą wiarą w swoje możliwości, poczuciem winy, pesymizmem, u części pacjentów myślami samobójczymi), niezdolnością do przeżywania przyjemności (anhedonią), spowolnieniem psychoruchowym, zaburzeniem rytmu dobowego (bezsennością lub nadmierną sennością) lub zmniejszeniem apetytu (rzadziej jego wzmożeniem).

## Zakres znaczeniowy pojęcia depresji
Terminy takie, jak zaburzenie depresyjne, są stopniowo wypierane przez pochodzący z amerykańskiej klasyfikacji DSM-IV termin „duża depresja” (ang. major depression), którego odpowiednikiem w europejskiej, obowiązującej w Polsce klasyfikacji ICD-10 jest termin „epizod depresyjny”. Należy jednak zaznaczyć, że choć zakresy znaczeniowe wymienionych określeń zachodzą na siebie, nie są one w pełni równoznaczne i zostały stworzone dla różnych celów.
Epizod depresyjny może wystąpić zarówno w przebiegu choroby afektywnej jednobiegunowej (zaburzenia depresyjnego nawracającego), jak i rzadszej choroby afektywnej dwubiegunowej – dlatego mówi się odpowiednio o depresji jednobiegunowej lub o depresji dwubiegunowej.
Termin „depresja” jest również stosowany w innym, szerszym znaczeniu: zespołu (ang. syndrome) objawów depresyjnych, czyli zespołu depresyjnego. Poza zaburzeniami afektywnymi zespoły depresyjne mogą występować także w przebiegu innych zaburzeń psychicznych, m.in. nerwicowych, psychotycznych, zaburzeń odżywiania, jednak tylko u niewielkiej części osób oznacza to współwystępowanie epizodu dużej depresji.

### Jak odróżnić zaburzenie depresyjne od normalnego smutku?
Najczęściej smutek ma charakter naturalnie występującej emocji uwarunkowanej bieżącymi przeżyciami i niezwiązanej z żadnym zaburzeniem zdrowia. Niekiedy jednak smutek może być elementem obrazu klinicznego zaburzenia depresyjnego, które wymaga pomocy psychiatrycznej i psychoterapeutycznej. Smutek (chandra, obniżenie nastroju) jako emocja, która nie ma charakteru chorobowego (niepatologiczny smutek), można odróżnić od depresji jako zaburzenia, zwracając uwagę na następujące aspekty owych stanów, m.in.:
- smutek zwykle jest krótkotrwały i trwa kilka lub kilkanaście godzin, podczas gdy chorobowe obniżenie nastroju może utrzymywać się przez wiele tygodni lub miesięcy
- przygnębienie w zaburzeniu depresyjnym zwykle współwystępuje z innymi objawami m.in. takimi jak bezsenność lub nadmierna senność, spowolnienie (obniżenie napędu), utrata zdolności przeżywania przyjemności (anhedonia), utrata apetytu, rzadziej wzmożenie apetytu, przesadne poczucie winy, nadmiarowy i nieuzasadniony pesymizm, ruminacje, niskie poczucie własnej wartości, napady lęku, lęk wolnopłynący, lęki hipochondryczne – podczas gdy w zwykłym, niechorobowym smutku owe dodatkowe objawy niemal nigdy nie występują lub występują tylko pojedyncze z nich przez krótki czas
- w depresji zwykle ograniczona jest reaktywność nastroju, co oznacza, że pocieszenie osoby w depresji jest niemożliwe lub bardzo trudne (a niekiedy nawet pogarsza jej samopoczucie, ponieważ może ona czuć się nierozumiana, bezradna lub tym mocniej obwiniać się) – podczas gdy zwykły, niechorobowy smutek najczęściej ustępuje, gdy uwaga danej osoby zostanie przeniesiona na przyjemne sprawy lub pomyślne wydarzenia
- obniżenie nastroju w depresji może być bardzo głębokie (pacjenci mogą mieć wrażenie, że „nigdy czegoś takiego nie przeżyli”); za rozpoznaniem zaburzenia depresyjnego przemawiają także myśli rezygnacyjne (poczucie niechęci do życia), a w szczególności myśli samobójcze – w niechorobowym smutku myśli samobójcze praktycznie nie są spotykane
- w części przypadków depresja może wystąpić bez poprzedzających ją trudnych przeżyć czy wydarzeń, a w części może być zainicjowana przez traumatyczne przeżycie takie, jak śmierć bliskiej osoby, rozstanie – podczas gdy niechorobowy smutek zwykle ma źródło w uchwytnych trudnościach lub problemach
- nasilenie przygnębienia w zaburzeniach depresyjnych jest często nieproporcjonalnie wysokie w stosunku do poprzedzających je przeżyć (tzn. po lekko lub umiarkowanie obciążającym przeżyciu dochodzi do pojawienia się skrajnie silnego, przesadnego przygnębienia) – podczas gdy w niechorobowym smutku jego nasilenie jest proporcjonalne do przyczyny, która go wywołała
- najczęściej zwykły smutek nie wpływa znacząco na codzienne funkcjonowanie, nie zakłóca istotnie zdolności do radzenia sobie np. z obowiązkami zawodowymi, rodzicielskimi itd., natomiast w depresji radzenie sobie nawet z codziennymi sprawami, w tym wymienionymi wcześniej obowiązkami, może być w znacznym stopniu utrudnione lub nawet niewykonalne
- w głębokiej depresji pesymizm, poczucie niskiej wartości, poczucie winy i inne odczucia mogą uniemożliwiać pacjentowi realistyczną ocenę swojej sytuacji życiowej, rodzinnej bądź zawodowej; może pojawiać się tendencja do tego, aby nietrafnie uznawać za uzasadnione przesadnie samokrytyczne myśli, „czarne scenariusze” czy pesymistyczne domysły, co w skrajnych przypadkach może sprawiać, że pacjent w ciężkiej depresji, pomimo obiektywnie dość dobrej sytuacji życiowej, subiektywnie uważa się za osobę w sytuacji bez wyjścia, przegraną, osaczoną – podczas gdy w zwykłym, niechorobowym smutku zdolność do realistycznego ocenienia własnej sytuacji jest zachowana

### Depresja – zaburzenie czy choroba?
Oba pojęcia bywają rozumiane i definiowane na rozmaite sposoby. Część autorów posługuje się zamiennie określeniami „zaburzenia” (ang. disorder) i „choroby” (ang. disease lub illness). Warto jednak podkreślić, że zwykle termin „zaburzenie” traktowany jest jako bardziej ogólny. Jego stosowanie w odniesieniu do depresji (podobnie jak i innych zaburzeń psychicznych), zwłaszcza depresji jednobiegunowej, wynika z wątpliwości co do tego, czy można w jej przypadku mówić o pojedynczej, dającej się ściśle wyodrębnić jednostce chorobowej, czyli kategorii diagnostycznej o ściśle określonej etiologii, patogenezie, obrazie klinicznym etc., czy raczej o pewnej grupie różnych stanów cechujących się nieprawidłowym funkcjonowaniem. Z kolei w przypadku depresji dwubiegunowej zwykle przyjmuje się, że mówienie o odrębnej jednostce chorobowej jest zasadne. Znajduje to odzwierciedlenie w określeniu „choroba afektywna dwubiegunowa” i jest uzasadnione jej wyraźniej zarysowaną odrębnością od pozostałych zaburzeń psychicznych. Natomiast nie jest w pełni jasna pozycja nozologiczna zaburzeń pokrewnych chorobie afektywnej dwubiegunowej, które należą do tzw. spektrum zaburzeń afektywnych dwubiegunowych (ang. bipolar spectrum).

## Obraz kliniczny i rodzaje depresji
Tradycyjny podział depresji ze względu na przyczyny obejmuje: 

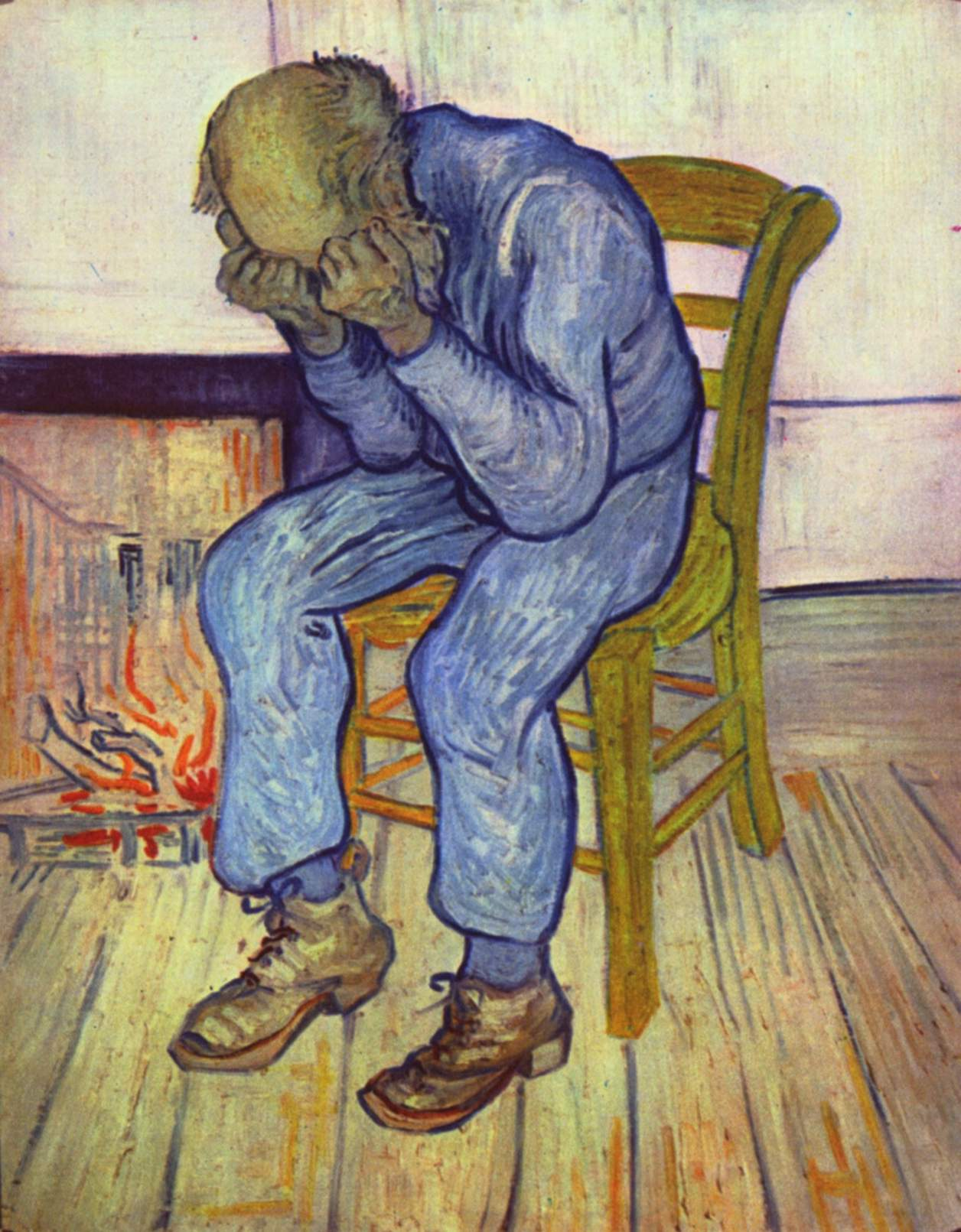
Vincent van Gogh, cierpiący na zaburzenia depresyjne, namalował 25 lipca 1890 roku obraz przedstawiający człowieka pogrążonego w depresji.

- depresję endogenną – często utożsamianą z dużą depresją, uwarunkowaną biologicznie (m.in. genetycznie), charakteryzującą się brakiem uchwytnej przyczyny zewnętrznej (np. stresujących okoliczności lub przeżyć) oraz zwykle wysokim nasileniem dolegliwości,
- depresję egzogenną, inaczej depresję reaktywną – związaną z czynnikami psychospołecznymi lub poprzedzoną stresującymi, przytłaczającymi wydarzeniami np. utratą bliskiej osoby, niepowodzeniami życiowymi lub innymi problemami zdrowotnymi.

Podział depresji na postać endogenną i egzogenną nie jest akceptowany przez wszystkich badaczy i klinicystów – niektórzy przyjmują, że w rzeczywistości jest to ta sama depresja jednobiegunowa, a powyższy podział opiera się wyłącznie na nasileniu objawów.
W Międzynarodowej Klasyfikacji Chorób ICD-10 wyróżniono następujące postacie zaburzeń depresyjnych:
- epizod depresyjny, inaczej epizod dużej depresji (F32 według klasyfikacji ICD-10) – rozpoznanie stosowane w przypadku wystąpienia u danej osoby po raz pierwszy w życiu zespołu objawów depresyjnych, które trwają co najmniej 2 tygodnie,
- zaburzenia depresyjne nawracające (F33 według klasyfikacji ICD-10) – rozpoznawane są wówczas, gdy u pacjenta wystąpiły co najmniej dwa epizody dużej depresji, zaś nie występowały objawy maniakalne m.in. takie jak wzmożenie nastroju i zwiększona ilość energii, które przemawiałyby za diagnozą choroby afektywnej dwubiegunowej,
- epizod depresyjny w przebiegu zaburzeń afektywnych dwubiegunowych (według klasyfikacji ICD-10: o nasileniu łagodnym lub umiarkowanym F31.3, o nasileniu wysokim bez objawów psychotycznych F31.4, o nasileniu wysokim z objawami psychotycznymi F31.5),
- dystymia (F34.1 według klasyfikacji ICD-10) – rozpoznanie stosowane w przypadku utrzymywania się przez ponad 2 lata objawów depresyjnych, lecz o mniejszym nasileniu niż w przypadku epizodu depresyjnego,
- depresja poschizofreniczna (F20.4 według klasyfikacji ICD-10) – przejawia się wystąpieniem objawów depresyjnych po epizodzie zaostrzenia psychozy schizofrenicznej, przy czym objawy schizofrenii mogą się nadal utrzymywać, lecz nie dominują już w obrazie klinicznym,
- organiczne zaburzenia depresyjne (należące do organicznych zaburzeń nastroju o kodzie F06.3 według klasyfikacji ICD-10) – mogą one być wywołane przez różne stany wiążące się z dysfunkcją mózgu spowodowane pierwotną chorobą mózgu, chorobami układowymi, egzogennymi substancjami toksycznymi lub hormonalnymi, chorobami endokrynnymi lub innymi chorobami somatycznymi.

Międzynarodowa Klasyfikacja Chorób ICD-10 różnicuje epizody depresji – zarówno jednobiegunowej, jak i dwubiegunowej – ze względu na ich nasilenie, na:
- epizody depresji łagodne,
- epizody depresji umiarkowane,
- epizody depresji ciężkie bez objawów psychotycznych,
- epizody depresji ciężkie z objawami psychotycznymi.

Innymi postaciami depresji są:
- depresja anaklityczna (inaczej choroba szpitalna, ang. anaclitic depression) – termin odnoszący się do zaburzeń obserwowanych u części noworodków i niemowląt w odpowiedzi na izolację od matki (np. związaną z pobytem w szpitalu lub umieszczeniem w domu dziecka), co objawia się: utratą apetytu prowadzącym do spadku wagi ciała, zaburzeniami rytmu snu i czuwania, apatią, małą ruchliwością, mniejszą skłonnością do płaczu, niestrawnością (dyspepsją), zanikiem odruchu ssania i okresową podwyższoną temperaturą ciała,
- depresja anankastyczna (depresja z natręctwami, zespół depresyjno-anankastyczny) – postać depresji, której towarzyszą myśli natrętne (obsesje, według części autorów ruminacje) lub czynności natrętne (kompulsje); natrętne myśli i impulsy pacjentów zwykle dotyczą tematów samobójstwa, grzeszności, poczucia winy lub wstydu,
- depresja atypowa – postać depresji charakteryzująca się zachowaniem reaktywności nastroju w stosunku do bieżących wydarzeń, wzmożeniem apetytu, wzrostem masy ciała, wzmożoną sennością (hipersomnią), uczuciem zmęczenia lub ciężkości ciała (określanym także jako tzw. „paraliż ołowiany”), znaczną wrażliwością na odrzucenie w relacjach interpersonalnych,
- depresja depersonalizacyjna (depresja anestetyczna, zespół depresyjno-depersonalizacyjny) – postać depresji endogennej przebiegająca ze stanem głębokiego zobojętnienia, poczuciem utraty kontaktu emocjonalnego z otoczeniem społecznym, utratą zdolności do przeżywania emocji nie tylko zadowolenia czy przyjemności, lecz także smutku, żalu, złości, czemu towarzyszy podwyższone ryzyko samobójcze,
- depresja hipochondryczna (zespół depresyjno-hipochondryczny) – w obrazie klinicznym na pierwszy plan wysuwają się troska i lęk pacjenta o stan własnego zdrowia, zwykle somatycznego; zniekształcenia przekonań dotyczących kwestii zdrowia mogą osiągać nasilenie urojeniowe,
- depresja lekooporna – zwykle definiowana jest jako depresja, w toku leczenia której nie uzyskano poprawy po zastosowaniu w zalecanych dawkach i przez odpowiedni czas dwóch kolejnych leków przeciwdepresyjnych z różnych grup, w takim przypadku skutecznym leczeniem mogą być zabiegi elektrowstrząsowe,
- depresja lękowa (zespół depresyjno-lękowy) – postać depresji, w której dominują objawy psychiczne, behawioralne i wegetatywne objawy związane z lękiem, poczuciem zagrożenia, niepokojem ruchowym, często także z bezsennością oraz znacznym ryzykiem samobójczym,
- depresja maskowana – postać depresji, w przebiegu której skargi pacjenta są bardziej swoiste dla innych chorób, w tym somatycznych, np. zaburzenia bólowe, męczliwość, pseudodemencja, lęk przed innymi ciężkimi chorobami etc.; przyjmuje się, że depresja maskowana jest stosunkowo częsta u dzieci i młodzieży,
- depresja melancholiczna (od gr. mélanos „czarny”; chólos „żółć, gniew, złość”) – postać depresji z wydatnymi objawami anhedonii, braku energii, abulii, spadkiem napędu psychoruchowego,
- depresja młodzieńcza – jest zaburzeniem, które występuje u osób w okresie dojrzewania, w którego obrazie psychopatologicznym, poza typowymi objawami depresji, często występują objawy somatyzacyjne, uczucie zmęczenia lub znużenia, drażliwość (dysforia), zachowania autoagresywne, przekonanie o własnej niezaradności, lęk przed niepowodzeniami, obawy przed podejmowaniem zadań, trudności szkolne,
- depresja poporodowa – postać depresji rozpoczynająca się u kobiety w ciągu kilku tygodni po urodzeniu dziecka, przebiegająca z poczuciem bycia niewystarczająco dobrą matką, poczuciem przytłoczenia sytuacją opieki nad dzieckiem, niekiedy z myślami o skrzywdzeniu dziecka,
- depresja sezonowa (zaburzenia afektywne sezonowe, ang. seasonal affective disorder – SAD) – rodzaj nawracających zaburzeń nastroju, w przebiegu których do występowania epizodów depresji zwykle o łagodnym lub umiarkowanym nasileniu dochodzi zwłaszcza w okresach późnej jesieni, zimy lub wczesnej wiosny, z kolei w okresie wiosennym pacjenci często miewają epizody hipomanii, co skłoniło część badaczy do uznawania depresji sezonowej za wariant zaburzenia afektywnego dwubiegunowego; przypuszcza się, że istotnym czynnikiem wpływającym na wystąpienie depresji sezonowej jest niedobór światła słonecznego, co zaburza wydzielanie melatoniny oraz neuroprzekaźnictwo; rozpowszechnienie depresji sezonowej jest szczególnie wysokie w regionach o niewielkim nasłonecznieniu; zarówno w leczeniu, jak i zapobieganiu depresji sezonowej może być stosowana fototerapia;
- depresja urojeniowa (zespół depresyjno-urojeniowy) – postać depresji, w której osiowym objawom depresyjnym towarzyszą nieprawdziwe przekonania, których krytyczne zrewidowanie jest dla pacjenta nieosiągalne (urojenia), które mogą dotyczyć nadchodzącej ruiny materialnej, przytłaczającej grzeszności, absurdalnie wyolbrzymionego poczucia winy, nadchodzącej kary, innych chorób somatycznych; wiąże się z tym podwyższone ryzyko samobójcze,
- depresja wywołana stosowaniem substancji psychoaktywnych – różne substancje, zarówno stosowane w lecznictwie, jak i przyjmowane w celach rekreacyjnych, mają wpływ depresjogenny (np. zespół zależności od alkoholu może być przyczyną wystąpienia zaburzeń depresyjnych, zwłaszcza w okresie odstawiennym),
- depresja z zahamowaniem (inaczej depresja zahamowana) – postać depresji, w której obrazie klinicznym przeważa spowolnienie psychoruchowe w skrajnych przypadkach przyjmujące postać bezruchu (osłupienia depresyjnego) z towarzyszącym mutyzmem (niektórzy autorzy stosują terminy „depresja z zahamowaniem” oraz „depresja katatoniczna” jako synonimy),
- depresja katatoniczna (od gr. katá- w złożeniach oznaczające „całkowicie, w pełni” lub stosowane jako wzmocnienie; tonikós „napięty”) – ciężka postać depresji przebiegająca ze skrajnym zahamowaniem psychoruchowym (osłupieniem depresyjnym) oraz mutyzmem, niekiedy z okresami nagłego pobudzenia ruchowego (łac. raptus melancholicus), tj. objawami katatonicznymi, przy czym chorzy często przeżywają głęboki smutek, urojenia depresyjne oraz lęk o wysokim nasileniu,
- zespół Cotarda – postać ciężkiej depresji z objawami psychotycznymi w formie urojeń nihilistycznych (np. błędnych przekonań o nieistnieniu, zaniku lub rozkładzie narządów wewnętrznych ciała, gniciu lub obumieraniu organizmu, byciu martwym etc.).
- depresja z towarzyszącymi zaburzeniami seksualnymi (Poza wspomnianymi objawami w przebiegu zaburzeń depresyjnych mogą występować zaburzenia seksualne. Najczęściej mają one postać zmniejszonych potrzeb seksualnych lub zmniejszonej wrażliwości na bodźce seksualne. U mężczyzn może też występować wytrysk przedwczesny, zaś podczas leczenia odwrotnie – wytrysk opóźniony. W trakcie terapii niektórymi lekami przeciwdepresyjnymi (szczególnie z grupy SSRI, nieco rzadziej z grupy SNRI), pomimo ogólnej poprawy stanu psychicznego, objawy dysfunkcji seksualnych mogą się utrzymywać. Nierzadko trudno jest określić, czy ich utrzymywanie się jest wynikiem samej choroby, czy też działaniem niepożądanym związanym ze stosowaniem niektórych leków przeciwdepresyjnych. Przyjmuje się, że dysfunkcje seksualne wywołane lekami przeciwdepresyjnymi ustępują po ich odstawieniu. Według części badaczy w rzadkich przypadkach dysfunkcje seksualne mogą utrzymywać się także po zakończeniu farmakoterapii przez okres kilku miesięcy lub lat – ową komplikację określa się, jako dysfunkcje seksualne po stosowaniu SSRI (ang. post-SSRI sexual dysfunction – PSSD). Niektórzy autorzy przyjmują, że bupropion może być stosowany w leczeniu PSSD. Zgłoszenie lekarzowi faktu doświadczania trudności seksualnych przez pacjenta podczas leczenia przeciwdepresyjnego, umożliwia zaproponowanie pacjentowi innego schematu leczenia. Dysfunkcje seksualne występują istotnie rzadziej w przypadku zastosowania leków przeciwdepresyjnych takich jak moklobemid, mianseryna, mirtazapina, a zwłaszcza bupropion – jednak różne ich właściwości, interakcje i inne działania niepożądane mogą sprawiać, że substancje te nie są lekami pierwszego wyboru[1][3][13]).

## Dane epidemiologiczne i przebieg

### Choroba afektywna jednobiegunowa
Choroba afektywna jednobiegunowa (czyli zaburzenia depresyjne nawracające lub pojedynczy epizod dużej depresji) w ciągu całego życia dotyka około 5–17% populacji. Według danych ze Stanów Zjednoczonych w 2012 r. depresja jednobiegunowa wystąpiła u 6,9% osób dorosłych. Może wystąpić u osób w różnym wieku, jednak najczęściej rozpoczyna się ona u osób po 40. roku życia i częściej występuje u kobiet niż u mężczyzn. Według szacunków WHO, depresja dotyka około 350 mln ludzi na całym świecie, co stanowi około 5–6% populacji świata. Wystąpienie depresji uzależnione jest w istotnym stopniu od obciążenia stresującymi wydarzeniami oraz od genetycznej podatności na depresję. W badaniach przeprowadzonych na kobietach bliźniaczkach monozygotycznych stwierdzono, że w stresujące wydarzenia (zwłaszcza takie jak śmierć bliskiej osoby, bycie ofiarą napaści, poważne problemy w związku, rozwód lub rozstanie się z partnerem) wiązały się z wystąpieniem depresji w ciągu miesiąca od tego wydarzenia – zachorowanie nastąpiło u 6,2% kobiet bez genetycznej podatności na depresję oraz u 16,6% kobiet z wysoką genetyczną podatnością na depresję. Natomiast w przypadku braku stresujących wydarzeń do zachorowania na depresję doszło tylko u 0,5% kobiet bez genetycznej podatności oraz u 1,1% kobiet z wysoką genetyczną podatnością na depresję.
W jej przebiegu nieleczone epizody depresyjne trwają zwykle 6–9 miesięcy. Przeciętna liczba epizodów depresji w ciągu całego życia wynosi około 3–4, jednak u poszczególnych pacjentów liczba ta może się znacznie różnić. Około 40% pacjentów, u których wystąpił epizod dużej depresji, zdrowieje w ciągu 3 miesięcy, zaś 80% zdrowieje w ciągu roku. Im dłuższy jest czas trwania epizodu depresyjnego, tym mniejsze są szanse na jego samoistne ustąpienie i tym bardziej zasadne jest zastosowanie leczenia psychiatrycznego.
Pacjenci, u których wystąpił jeden epizod depresji, obarczeni są ryzykiem nawrotu wynoszącym 50–85%. Natomiast pacjenci, którzy przebyli dwa epizody depresji, obarczeni są ryzykiem nawrotu 80–90%. Szacuje się, że około 50% osób, u których występuje depresja, korzysta z leczenia, przy czym tylko u części z nich leczenie to jest zgodne z aktualnymi standardami postępowania. Stosowanie leczenia profilaktycznego powoduje około trzykrotną redukcję ryzyka nawrotu depresji.
Depresja jest także jednym z najczęstszych zaburzeń psychicznych występujących u dzieci i młodzieży. Według szacunków WHO opierających się na badaniach przekrojowych objawy depresji występują u 0,3% dzieci w wieku przedszkolnym, 2% dzieci w szkole podstawowej i 4–8% nastolatków w wieku 13–18 lat. Według badań przeprowadzonych w Polsce w trakcie całego okresu dojrzewania u 27–54% nastolatków wystąpiły objawy depresji.

### Choroba afektywna dwubiegunowa
W odróżnieniu od depresji jednobiegunowej choroba afektywna dwubiegunowa występuje w ciągu całego życia u 1–2% populacji, zachorowanie zwykle następuje pomiędzy 20. a 30. rokiem życia, a częstość jej występowania u obu płci jest zbliżona. Średnia długość nieleczonych epizodów depresyjnych w przebiegu choroby afektywnej dwubiegunowej wynosi 3 miesiące, zaś przeciętna liczba faz w ciągu życia to 6–10.
U około 5–10% pacjentów, u których po raz pierwszy w życiu wystąpił epizod depresyjny, w kolejnych latach występują objawy maniakalne, których obecność uzasadnia zmianę diagnozy na chorobę afektywną dwubiegunową.
Częstość występowania dystymii w ciągu całego życia szacowana jest na około 5%, zaś w ciągu roku na 1,5%. Z kolei częstość występowania cyklotymii w ciągu całego życia oceniana jest na około 0,4–3%.
Około 10–15% pacjentów, u których występują zaburzenia depresyjne (w rozumieniu epizodów dużej depresji), ginie wskutek samobójstwa, 20–60% chorych na depresję w ciągu swojego życia próbuje sobie odebrać życie (podejmuje próby samobójcze), zaś 40–80% doświadcza myśli samobójczych. Przyjmuje się, że wśród ogółu osób, które giną śmiercią samobójczą, 50–80% cierpiało na zaburzenia depresyjne.

## Przyczyny depresji

### Model biologiczny
Wyniki badań dostarczają licznych dowodów tego, że występowanie objawów depresji związane jest z zaburzeniami neuroprzekaźnictwa w ośrodkowym układzie nerwowym. Dowody przemawiające za trafnością modeli biologicznych depresji pochodzą m.in. z badań nad działaniem leków przeciwdepresyjnych, które wpływają na neuroprzekaźnictwo. Według tych modeli w patomechanizmie depresji istotną rolę odgrywać może nieprawidłowa wrażliwość receptorów w synapsach pomiędzy komórkami nerwowymi (co zakłóca sposób przekazywania impulsów informacyjnych pomiędzy neuronami – neuroprzekaźnictwo). Hipotezy na temat neurochemicznego podłoża depresji koncentrują się głównie na nieprawidłowościach w neuroprzekaźnictwie serotoniny (hipoteza serotoninowa) oraz norepinefryny, zwanej także noradrenaliną (hipoteza katecholaminowa). Potwierdzenia dla wymienionych hipotez dostarczają badania nad działaniami leków wzmagających przekaźnictwo serotoniny (selektywnych inhibitorów zwrotnego wychwytu serotoniny), noradrenaliny (trójcyklicznych leków przeciwdepresyjnych, blokerów wychwytu zwrotnego serotoniny i noradrenaliny), oraz w mniejszym stopniu dopaminy (blokery wychwytu zwrotnego dopaminy i noradrenaliny). Dalszą konsekwencją nieprawidłowości neuroprzekaźnictwa, której przypisuje się znaczenie w rozwoju depresji, są zmiany w ekspresji genów odpowiadających za powstawanie w komórkach nerwowych czynników neurotroficznych, zwłaszcza neurotroficznego czynnika pochodzenia mózgowego (BDNF).
Według neuroanatomicznej teorii depresji przyczyną tego zaburzenia jest nieprawidłowy poziom aktywności kory przedczołowej, a w szczególności nadmierna aktywność kory przedczołowej prawego płata czołowego, stanowiącej część układu nagrody i kary, która odpowiada za hamowanie ukierunkowanych na cel dążeń oraz impulsów popędowych.
Teorię o organicznym charakterze depresji wspierają następujące obserwacje:
- depresja często pojawia się po okresie naturalnych zmian fizjologicznych u kobiet (np. po porodzie),
- silne podobieństwo objawów depresji u przedstawicieli różnych kultur,
- wysoka skuteczność biologicznych metod terapii (preparatów trójpierścieniowych, inhibitorów MAO, elektrowstrząsów) w większości postaci depresji,
- depresja może pojawiać się jako skutek uboczny stosowania pewnych leków, na przykład niektórych leków obniżających ciśnienie krwi (szczególnie rezerpiny), przeciwnowotworowych, przeciwparkinsonowskich, kortykosteroidów, niektórych neuroleptyków (np. haloperydolu), estrogenów, progesteronu i niektórych antybiotyków.

Niektóre badania wskazują, że osoby cierpiące na depresję mają osłabiony węch, co wiąże się z mniejszą objętością obszarów mózgu odpowiedzialnych za zmysł powonienia.

### Model psychodynamiczny
Model psychodynamiczny przyjmuje, że w powstawaniu depresji (i innych zaburzeń psychicznych, zwłaszcza zaburzeń nerwicowych i zaburzeń osobowości) istotną rolę odgrywają bieżące wewnątrzpsychiczne konflikty pomiędzy impulsami, pragnieniami, dążeniami oraz deficyty rozwijanych funkcji psychicznych, dla ukształtowania się których duże znaczenie mają doświadczenia z okresu rozwojowego (dzieciństwa i adolescencji).
Pierwsze modele teoretyczne depresji w ujęciu psychoanalitycznym przedstawili Karl Abraham (1911, 1924) oraz Zygmunt Freud (w pracy „Żałoba i melancholia”, 1917). Freud uważał, że przyczyną depresji jest skierowanie całej agresji do wewnątrz, w efekcie czego dochodzi do obniżenia samooceny, samooskarżeń czy wręcz samobójstwa. Osoba depresyjna w dzieciństwie skierowała swoją miłość na drugą osobę i doznała rozczarowania (co określane jest mianem „utraty obiektu miłości”). W efekcie identyfikuje się z utraconym obiektem, „włącza” go w obszar swojego ego. Złość, odczuwana pierwotnie wobec utraconego obiektu, zostaje skierowana na samego siebie. Kolejne doświadczenia straty i odrzucenia reaktywują uczucia związane z utratą pierwotnego obiektu, co może prowadzić do wystąpienia objawów depresji.
Według Melanie Klein (współtwórczyni teorii relacji z obiektem) jakość relacji matki i dziecka w pierwszym roku życia decyduje o tym, czy w przyszłości jednostka będzie miała skłonności do depresji. Zdaniem autorki każde dziecko przed pierwszym rokiem życia przechodzi okres, w którym szczególnie silnie przeżywa złość – reakcję na frustracje w kontakcie z matką oraz strach, będący z kolei reakcją na przeżywany gniew (tzw. „pozycja depresyjna”). Jeżeli uczucia gniewu i strachu w relacji z matką są silniejsze niż doświadczane uczucie miłości, wówczas pojawiają się patologiczne sposoby rozwiązywania „pozycji depresyjnej”, do których jednostka może powracać w życiu dorosłym.
Część psychodynamicznych teorii depresji akcentuje istnienie określonych typów osobowości predysponujących do wystąpienia depresji. Tego rodzaju typy osobowości charakteryzują się nadmiernym poleganiem na zewnętrznych źródłach samooceny, gratyfikacji oraz nadawania znaczenia własnym działaniom (koncepcja Arietiego, Radó, Fenichela – dwaj ostatni kładli także akcent na narcystyczne elementy osobowości depresyjnej oraz narcystyczne zranienie we wczesnym dzieciństwie). Z kolei nurt związany z Edwardem Bibringiem podkreślał, że kluczowym czynnikiem w rozwoju depresji jest bezradność w osiąganiu celów – zaburzenie to pojawia się, gdy ego czuje się bezradne w zaspokajaniu swoich aspiracji; przyczyną tego stanu rzeczy mogą być stawiane nierealistyczne oczekiwania oraz przeżycie silnego poczucia bezradności, najprawdopodobniej w fazie oralnej.
Za punkt wyjścia teorie psychodynamiczne uznają utratę ważnego obiektu, który stanowi dla jednostki źródło oparcia pozwalające na prawidłowe funkcjonowanie i stabilizowanie samopoczucia (w tym braku stabilnego poczucia własnej wartości). Z utratą obiektu wiąże się słabość ego, przy jednoczasowo nadmiernie krytycznym, niestabilnym superego. Argumentów wspierających owe teorie dostarczają m.in. badania przeprowadzone przez René Spitza (1946) poświęcone tzw. depresji anaklitycznej.
Terapia psychodynamiczna depresji odwołuje się do typowych dla psychoanalizy czynników leczniczych takich, jak dążenie do poszerzenia wglądu pacjenta w nieświadome mechanizmy odpowiedzialne za powstawanie objawów, analiza i interpretacja przeniesienia, mechanizmów obronnych. Tematami przepracowywanymi w toku psychoterapii psychodynamicznej często są narcystyczno-oralne potrzeby miłości, opieki, akceptacji.

### Model poznawczo-behawioralny
Teorie poznawczo-behawioralne depresji zakładają, że osoba depresyjna przyswoiła sobie nieadaptacyjne wzorce poznawcze i wzorce reagowania, które można zmienić poprzez proces uczenia się. Teoria ta znajduje zastosowanie w praktyce psychoterapeutycznej (psychoterapia poznawczo-behawioralna). Zgodnie z nią celem leczenia jest modyfikacja specyficznych zachowań i myśli, w których upatruje się przyczynę depresji. Niemniej jednak teoria ta nie dostarcza wyjaśnienia dla licznych somatycznych objawów depresji i towarzyszących jej zjawisk biochemicznych. Szczególną popularnością cieszy się model zaproponowany przez Aarona T. Becka. Jego zdaniem zachowanie jednostki zależy od typu informacji, jakie docierają do niej z zewnątrz, oraz sposobu, w jaki informacje te są przez nią przekształcane i interpretowane. U podłoża depresji, zdaniem Becka, leżą nieracjonalne schematy poznawcze kształtowane w okresie dzieciństwa stanowiące rezultat traumatycznych wydarzeń, powtarzanych negatywnych osądów (najczęściej przez rodziców) oraz przez naśladowanie depresyjnych modeli interpretowania i zachowania. Podstawowy schemat poznawczy w depresji to tzw. triada depresyjna: negatywne myśli o sobie, o świecie i o przyszłości. Takie poglądy są przyczyną niskiej samooceny oraz emocjonalnych i fizycznych objawów charakterystycznych dla depresji. Drugim mechanizmem depresji są systematycznie dokonywane błędy poznawcze w procesie wnioskowania, które sprzyjają pogarszaniu się samopoczucia i uniemożliwiają obiektywną ocenę sytuacji przez jednostkę. Terapia zgodna z ujęciem Becka jest krótkoterminowa, dyrektywna, ustrukturalizowana i ukierunkowana przede wszystkim na przekształcenie schematów poznawczych. Korzysta się w niej z technik behawioralnych, przede wszystkim zaś z tzw. eksperymentów behawioralnych. Badania kliniczne potwierdzają jej skuteczność w leczeniu zaburzeń depresyjnych, a także dowodzą, że prawidłowo stosowana terapia poznawczo-behawioralna prowadzi do korzystnych zmian w metabolizmie kory mózgowej.
Inne teorie poznawczo-behawioralne:
- Teorie samokontroli (O’Hara i Rehm) – wskazują jako przyczynę depresji specyficzne deficyty w zakresie samoobserwacji, samoewaluacji oraz samowzmacniania. Terapia przypomina w ogólnych zasadach terapię w podejściu Becka.
- Teorie oparte na pojęciu wzmocnienia (Lewinsohn) – upatrujące przyczyny depresji w niskim poziomie pozytywnych zewnętrznych wzmocnień. Jako jeden z typów terapii proponuje się tu trening umiejętności społecznych.

Żaden z powyższych modeli nie dostarcza jednak wyjaśnień dla wszystkich zjawisk obserwowanych w przebiegu zaburzeń depresyjnych.
Wyuczona bezradność
Objawy depresyjne mogą być skutkiem wyuczonej bezradności. Termin ten oznacza utrwalenie przekonań o braku związku przyczynowego między własnym działaniem (reakcją) a jego konsekwencjami (wzmocnieniem). Został rozpropagowany w psychologii przez Martina Seligmana w latach 70. XX w. Bezradność jest tutaj rozumiana jako poczucie, że osobista kontrola wzmocnień i wpływ na sytuację życiową są nieskuteczne. Prowadzi to do utwierdzania się u pacjentów przekonań i oczekiwań dotyczących braku ich kontroli nad własną przyszłością.

### Depresja jako reakcja adaptacyjna w perspektywie ewolucyjnej
Okresy rozwoju wymagające zmian adaptacyjnych takie, jak adolescencja, wiążą się ze stosunkowo częstym występowaniem stanów obniżenia nastroju lub depresji. Przyjmuje się, że dostosowywanie się, konieczność mierzenia się z trudnymi decyzjami, analitycznej ewaluacji perspektyw życiowych, często pociągają za sobą przygnębienie. Owe obserwacje interpretuje się m.in. przyjmując, że objawy depresyjne stanowią ewolucyjnie zdeterminowaną reakcję organizmu. Obniżenie nastroju o nie nazbyt głębokim nasileniu pozwala bardziej skoncentrować się na rozwiązywaniu złożonych problemów życiowych (skłonność do ruminacji). Brak zainteresowania innymi aktywnościami i niemożność czerpania z nich przyjemności (anhedonia) może sprawiać, że tym mniej spraw dekoncentruje daną jednostkę. W niektórych przypadkach, umiarkowane zmniejszenie się napędu psychoruchowego (spowolnienie) również może zmniejszać napływ nowych bodźców i w ten sposób sprzyjać koncentracji na określonym problemie życiowym. W takich przypadkach obniżenie nastroju jest elementem reakcji adaptacyjnych (podobnie jak ból, strach, gorączka, wymioty), które wykształcone zostały w toku ewolucji, aby chronić organizm w sytuacjach zagrożenia. Tego rodzaju model zaburzeń depresyjnych, jako zjawiska rozwojowego, przedstawił m.in. polski psycholog kliniczny prof. dr Kazimierz Dąbrowski w 1960 roku w swojej teorii dezintegracji pozytywnej. Przyjmuje się, że za trafnością takiego rozumienia depresji przemawia wiele odkryć z zakresu genetyki (częste rodzinne występowanie zaburzeń depresyjnych), neurofizjologii i neuroanatomii. Należy jednak zaznaczyć, że na skutek nadmiernej czułości organizmu, ewolucyjnie uwarunkowane reakcje depresyjne mogą być również „fałszywymi alarmami”, które nie sprzyjają adaptacji, zwłaszcza w przypadku wysokiego nasilenia objawów depresji – a nawet mogą stanowić śmiertelne zagrożenie dla organizmu, jak ma to miejsce w przypadku uwarunkowanych depresją samobójstw. Stąd też zakłada się, że za wystąpienie depresji odpowiada zakłócenie działania owych ewolucyjnie ukształtowanych mechanizmów adaptacyjnych.

### Inne przyczyny występowania objawów depresyjnych
Oprócz zaburzeń depresyjnych występujących w przebiegu chorób afektywnych (zaburzeń nastroju) objawy depresyjne mogą występować także w przebiegu innych zaburzeń psychicznych i chorób somatycznych, których rozpoznanie jest istotnym elementem procesu diagnostycznego (różnicowanie). Zaburzenia depresyjne wywołane inną chorobą lub stanem organizmu określa się mianem wtórnych zaburzeń depresyjnych. Choroby mogące mieć wpływ na występowanie objawów depresyjnych to:
| zaburzenia psychiczne                                                                                             | choroby endokrynne | choroby neurologiczne | choroby zakaźne                                                                                           | inne choroby |
| --- | --- | --- | --- | --- |
| - schizofrenia - zaburzenia lękowe - zaburzenia osobowości - zaburzenia odżywiania - otępienie - zespół Aspergera | - choroba Cushinga - choroba Addisona - choroby tarczycy (zwłaszcza niedoczynność) - choroby przytarczyc - choroby związane z zaburzeniami cyklu miesięcznego | - stwardnienie rozsiane - choroba Parkinsona - choroba Huntingtona - uszkodzenie rdzenia kręgowego - uraz, guz oraz udar mózgu (zwłaszcza zawały lewej przedniej części) | - wirusowe zapalenie wątroby - mononukleoza zakaźna - opryszczka - bruceloza - dur brzuszny - AIDS - kiła | - choroby nowotworowe (zwłaszcza trzustki, a także rakowiak i szpiczak mnogi) - toczeń rumieniowaty układowy - reumatoidalne zapalenie stawów - niewydolność nerek - porfiria - niedobór niacyny - przewlekłe stany bólowe |

Należy pamiętać, że każda choroba somatyczna, która w swoim przebiegu powoduje znaczne cierpienie, może powodować wystąpienie depresji – pośrednio z przyczyn psychologicznych.
Wtórne zaburzenia depresyjne mogą także wiązać się ze stosowaniem niektórych leków
Na wystąpienie depresji mogą mieć wpływ przyjmowane substancje psychoaktywne oraz niektóre leki, jak alkohol (depresja jako powikłanie zespołu zależności alkoholowej), interferon, β-blokery, rezerpina, metyldopa, hormonalne preparaty antykoncepcyjne, benzodiazepiny (reakcja odstawienna), opioidy (reakcja odstawienna) oraz niektóre leki przeciwpsychotyczne, kortykosteroidy.
Niektóre badania naukowe wskazują na zależność między depresją i wystawieniem na działanie pewnych pestycydów rolniczych.
Kortykosteroidy a depresja
Kortykosteroidy są grupą hormonów naturalnie występujących w organizmie człowieka. Syntetyczne kortykosteroidy są także wykorzystywane w leczeniu wielu schorzeń, zwłaszcza w celu tłumienia nadmiernych, szkodliwych reakcji odpornościowych organizmu, jak ma to miejsce w chorobach autoimmunologicznych. Niemniej jednak, znaczne podwyższenie poziomu kortykosteroidów, czy to w wyniku wydzielania ich przez tkanki organizmu (np. w chorobie Cushinga), czy to podawanych z zewnątrz do organizmu celem leczenia, wiąże się z istotnym ryzykiem wystąpienia różnych działań niepożądanych, w tym zaburzeń psychicznych m.in. takich, jak depresja. Ryzyko wystąpienia depresji w trakcie leczenia kortykosteroidami jest tym większe, im większe są ich dawki. Wyzwolone w ten sposób stany depresyjne mają zwykle przemijający charakter oraz łagodne lub umiarkowane nasilenie. Ciężkie stany depresyjne wywołane syntetycznymi kortykosteroidami są stosunkowo rzadkie – wśród osób, u których stwierdzono jatrogenną depresję związaną z ich stosowania, przypadki depresji ciężkiej stanowiły 5–10% ogółu przypadków depresji. Tym niemniej, tego rodzaju reakcje na lek podnoszą ryzyko wystąpienia zachowań samobójczych i wymagają specjalistycznego leczenia i monitorowania.
Leczenie interferonem a depresja
Interferon jest rodzajem białka produkowanego przez organizm, które bierze udział w wyzwalaniu reakcji odpornościowych. Jest on także stosowany w leczeniu niektórych chorób, np. wirusowego zapalenia wątroby typu „C”. Do częstych działań niepożądanych występujących podczas stosowania interferonu należą zaburzenia depresyjne. W przypadku chorych na wirusowe zapalenia wątroby typu C leczonych za pomocą interferonu i rybawiryny, u 1/4 pacjentów dochodzi do wystąpienia epizodu dużej depresji. Z powodu depresjogenności interferonu, kwalifikacja pacjentów do leczenia za jego pomocą zwykle obejmuje badanie psychiatryczne, co pozwala zidentyfikować pacjentów szczególnie zagrożonych depresją. Zaburzenia depresyjne są jedną z przyczyn przerwania terapii interferonem i rybawiryną.
Depresja jatrogenna związana ze stosowaniem izotretynoiny
Izotretynoina stosowana w leczeniu trądziku może powodować depresję i lęk. Przerwanie leczenia izotretynoiną może nie wystarczyć do złagodzenia tych objawów i konieczne może być poddanie się badaniu psychiatrycznemu lub psychologicznemu.

### Błędne i szkodliwe opinie dotyczące przyczyn depresji
Poczucie winy i niskiej wartości związane z zachorowaniem
Istnieje szereg teorii tłumaczących pochodzenie depresji. Najsilniejsze podstawy mają teorie biologiczne, według których za wystąpienie depresji odpowiadają zmiany równowagi neuroprzekaźników w mózgu takich, jak serotonina czy noradrenalina. Do wystąpienia depresji przyczyniają się także czynniki psychologiczne (np. neurotyczność), społeczne (np. mniejsza dostępność wsparcia ze strony innych osób), ogólny stan zdrowia oraz traumatyczne wydarzenia (np. utrata bliskiej osoby, problemy finansowe). Częściowo podatność na depresję może też być dziedziczona, co sprawia, że u osób, których rodzice chorowali na depresję, ryzyko wystąpienia depresji jest wyższe, niż u tych, których rodzice nie chorowali. U poszczególnych osób depresja uwarunkowana jest pewną kombinacją różnych spośród wymienionych czynników. Dokładne ustalenie, które z nich miały decydujące znaczenie dla wystąpienia depresji u poszczególnych osób, nie jest możliwe. Niemniej jednak, jednym z głównych objawów depresji jest nadmierne poczucie winy, które sprawia, że chorzy często bezzasadnie obarczają się odpowiedzialnością za jej wystąpienie. W takich przypadkach zalecane jest skonsultowanie się ze lekarzem, psychologiem klinicznym lub psychoterapeutą.
Czy depresja jest oznaką „słabości”?
Depresja jest chorobą o nie w pełni wyjaśnionym podłożu. Może ona pojawiać się u osób o różnych typach osobowości oraz różnych zakresach zdolności do radzenia sobie z problemami życiowymi. Na depresję zapadają zarówno osoby zaradne życiowo, jak i borykające się z różnymi trudnościami. Wiadomo jednak, że o jej wystąpieniu decydują przede wszystkim zakłócenia równowagi w systemach neuroprzekaźników w mózgu: serotoniny i noradrenaliny. W związku z tym, uznawanie depresji, za przejaw „słabości” człowieka, jest podobnie bezzasadne, jak ocenianie osób z chorobami nowotworowymi lub z chorobami serca jako słabych. Takie stereotypy sprawiają, iż chorzy na depresję boją się, że zostaną ocenieni jako „słabi”, zarzucają sobie „słabość”, co nasila ich przygnębienie, jest im trudniej otworzyć się i sięgnąć po odpowiednią pomoc, a niekiedy rezygnują z leczenia.
Czy chorzy na depresję powinni „wziąć się w garść”?
Depresja jest chorobą, która w wysokim stopniu utrudnia chorym funkcjonowanie. Z samej swej natury, depresja sprawia, że chorzy często nie są w stanie samodzielnie radzić sobie z wieloma codziennymi sytuacjami, a tym trudniej byłoby im bez pomocy z zewnątrz przezwyciężyć objawy chorobowe. Wymaganie od chorego aby „wziął się w garść”, można porównać do nakłaniania przeziębionej osoby, aby przestała gorączkować – jest to bezcelowe. Co więcej, wymuszanie na chorym podejmowania bezowocnych prób „wzięcia się garść” sprawia, że narasta w nim frustracja, poczucie rozczarowania swoimi staraniami, wstyd lub poczucie niezrozumienia. Aby szybko i skutecznie poradzić sobie z depresją, potrzebne są pomoc lekarska (psychiatryczna), pomoc psychologiczna, wsparcie ze strony środowiska społecznego, w którym bytuje chory oraz podstawowa, rzetelna wiedza na temat postępowania z depresją.

## Kryteria diagnostyczne

### Rozpoznanie epizodu depresyjnego według klasyfikacji ICD-10
Według klasyfikacji ICD-10, aby stwierdzić występowanie epizodu depresyjnego, muszą występować przez co najmniej dwa tygodnie przynajmniej dwa z trzech poniższych objawów:
- obniżenie nastroju,
- utrata zainteresowań i zdolności do radowania się (anhedonia),
- zmniejszenie energii prowadzące do wzmożonej męczliwości i zmniejszenia aktywności,

oraz dwa lub więcej spośród następujących objawów:
- osłabienie koncentracji i uwagi,
- niska samoocena i mała wiara w siebie,
- poczucie winy i małej wartości,
- pesymistyczne, czarne widzenie przyszłości,
- myśli i czyny samobójcze,
- zaburzenia snu,
- zmniejszony apetyt.

### Rozpoznanie epizodu dużej depresji według klasyfikacji DSM-5
Klasyfikacja DSM-5 opisuje następujące kryteria rozpoznania epizodu dużej depresji:
A. W okresie dwóch tygodni lub dłuższym występowało 5 lub więcej spośród poniżej wymienionych objawów (co stanowi istotną zmianę w stosunku do wcześniejszego funkcjonowania), przy czym co najmniej jednym z nich było (1) obniżenie nastroju lub (2) anhedonia:
1. Obniżony nastrój przez większą część dnia i niemal codziennie (u dzieci lub młodzieży zamiast nastroju obniżonego może występować nastrój drażliwy).
2. Wyraźnie mniejsze zainteresowanie i satysfakcja z niemal wszystkich aktywności (anhedonia).
3. Zmniejszenie masy ciała pomimo braku stosowania diet albo zwiększenie masy ciała (zmiany wyniosły więcej niż 5% masy ciała w ciągu miesiąca) lub zmniejszenie się lub zwiększenie się apetytu obecne niemal codziennie.
4. Bezsenność lub wzmożona senność niemal codziennie.
5. Pobudzenie psychoruchowe lub spowolnienie występujące niemal codziennie (które jest zauważalne dla otoczenia, a nie stanowi jedynie subiektywnego poczucia pacjenta).
6. Męczliwość lub utrata energii obecne niemal codziennie.
7. Poczucie własnej niskiej wartości lub nadmierne, nieadekwatne poczucie winy (może mieć charakter urojeniowy) obecne niemal codziennie (lecz nie sprowadzające się tylko do wyrzucania sobie faktu bycia chorym).
8. Zmniejszona zdolność koncentracji lub brak decyzyjności obecne niemal codziennie.
9. Nawracające myśli o śmierci (lecz nie sprowadzające się tylko do lęku przed umieraniem), nawracające myśli samobójcze bez sprecyzowanego planu samobójczego lub z planem samobójczym lub próby samobójcze.

B. Objawy są przyczyną klinicznie istotnego cierpienia lub upośledzenia w funkcjonowaniu społecznym, zawodowym lub innych ważnych obszarach funkcjonowania.
C. Nie ma podstaw, aby epizod ten przypisywać działaniu substancji przyjmowanych przez pacjenta lub innym przyczynom medycznym związanym ze stanem zdrowia pacjenta.
D. Występowanie wymienionych objawów nie jest łatwiejsze do wyjaśnienia obecnością zaburzeń schizoafektywnych, schizofrenii, zaburzeń podobnych do schizofrenii (ang. schizofreniform disorder), zaburzeń urojeniowych lub innych zaburzeń ze spektrum zaburzeń psychotycznych.
E. Nigdy nie miał miejsca epizod manii ani też epizod hipomanii.

### Rozpoznanie epizodu dużej depresji według klasyfikacji DSM-IV
Kryteria rozpoznania epizodu dużej depresji po uaktualnieniu podręcznika DSM z wersji 4. do wersji 5. uległy tylko nieznaczącym zmianom. Zgodnie z DSM-IV, rozpoznanie epizodu dużej depresji nie jest zasadne w przypadku, gdy objawy depresyjne wystąpiły po śmierci bliskiej osoby w okresie żałoby trwającej krócej niż 2 miesiące, natomiast zgodnie z DSM-5, epizod dużej depresji może być rozpoznany u pacjenta, który doświadczył śmierci bliskiej osoby przed upływem 2 miesięcy od tego wydarzenia.

### Testy psychometryczne
Dla obiektywizacji rozpoznania depresji, pomiaru jej nasilenia, a także na potrzeby badań klinicznych, stosowane są następujące testy psychometryczne:
- Inwentarz depresji Becka (ang. Beck Depression Inventory – BDI),
- Skala depresji Montgomery-Asberg (ang. Montgomery-Asberg Depression Rating Scale – MADRS),
- Skala depresji Hamiltona (ang. Hamilton Depression Rating Scale – HAM-D),
- Inwentarz depresji dziecięcej (ang. Children’s Depression Inventory – CDI),
- Skala melancholii Becha-Rafaelsona (ang. Bech-Rafaelson Melancholia Scale – BRMES),
- Skala depresji Centrum Badań Epidemiologicznych (ang. Center for Epidemiologic Studies-Depression scale – CES-D),
- Skala samooceny depresji Zunga (ang. Zung Self-Rating Depression Scale),
- Geriatryczna skala depresji Yesavage’a (ang. Yesavage Geriatric Depression Scale),
- Kwestionariusz Zdrowia Pacjenta-9 (ang. Patient Health Questionnaire-9 – PHQ-9).

## Leczenie depresji
Czy depresja jest uleczalna?
Współczesna psychiatria dysponuje środkami pozwalającymi na znaczne zmniejszenie lub całkowite zniwelowanie objawów depresji u większości chorych. W tym celu najczęściej stosuje się leki przeciwdepresyjne oraz psychoterapię. W przypadku odpowiedniego stosowania leków przeciwdepresyjnych poprawa następuje zazwyczaj w ciągu 2–6 tygodni. Niestety, pomimo tego, że u większości pacjentów dochodzi do poprawy, u części z nich po pewnym czasie, niekiedy po miesiącach lub latach dobrego samopoczucia, objawy depresji mogą nawracać. Z tego powodu zaleca się zapobiegawcze (profilaktyczne) stosowanie leków przeciwdepresyjnych także po ustąpieniu objawów epizodu depresji.
Do powszechnie przyjętych metod leczniczych stosowanych w zaburzeniach depresyjnych należą:
- leczenie farmakologiczne (psychofarmakoterapia),
- psychoterapia,
- elektrowstrząsy,
- fototerapia.

Leczenie zaburzeń depresyjnych prowadzone jest przede wszystkim w poradniach zdrowia psychicznego, gabinetach psychiatrycznych oraz dziennych i stacjonarnych oddziałach psychiatrii. W leczeniu tego rodzaju zaburzeń główną rolę odgrywają lekarze psychiatrzy – ich rola polega na:
- postawieniu prawidłowej diagnozy, zgodnej z kryteriami diagnostycznymi; różnicowanie pomiędzy różnymi typami zaburzeń depresyjnych, w tym chorobą afektywną jednobiegunową i chorobą afektywną dwubiegunową, wykluczenie innych przyczyn występowania objawów depresyjnych (wtórne zaburzenia depresyjne),
- rozpoznanie i leczenie współistniejących chorób somatycznych i zaburzeń psychicznych,
- ocena ryzyka samobójczego,
- wybór optymalnej metody leczenia i nadzór nad jego przebiegiem, w tym ocena ryzyka interakcji lekowych z innymi stosowanymi przez chorego lekami,
- przekazanie pacjentowi głównych informacji na temat proponowanej terapii (psychoedukacja).

Leczenie farmakologiczne depresji może także być prowadzone przez lekarza medycyny rodzinnej, jeżeli jej nasilenie jest łagodne lub umiarkowane, nie występują cechy dwubiegunowości, nie występują myśli samobójcze, nie występują objawy psychotyczne, a w przeszłości zaburzenie dobrze odpowiadało na leczenie farmakologiczne.
Istotną rolę w leczeniu odgrywają także psychoterapeuci i psycholodzy kliniczni – prowadzący leczenie psychoterapeutyczne i psychoedukację.

### Leczenie farmakologiczne

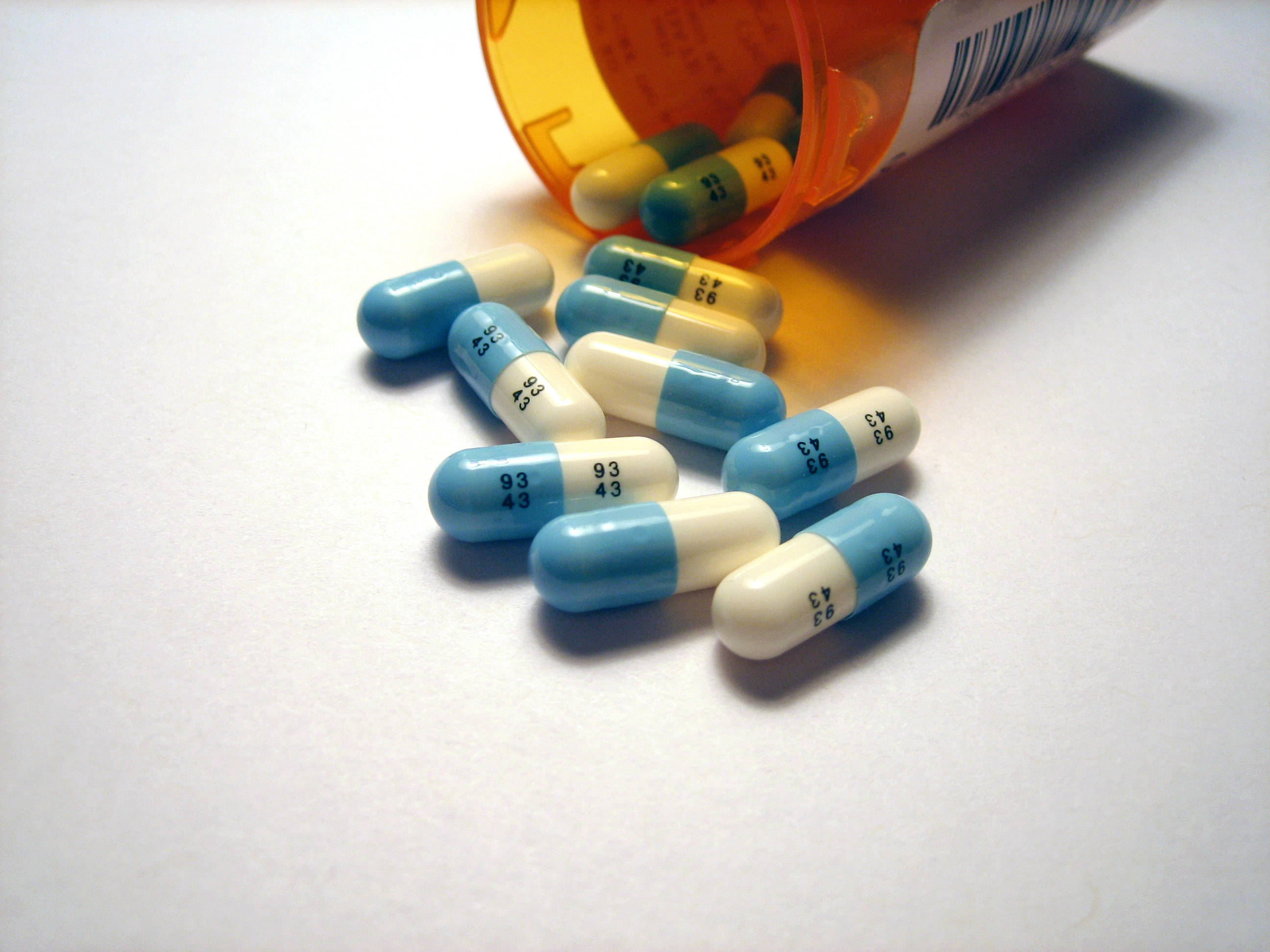
Kapsułki zawierające fluoksetynę – jeden z najbardziej popularnych leków przeciwdepresyjnych, znany także pod nazwą Prozac.

Podstawą leczenia farmakologicznego depresji jednobiegunowej są leki przeciwdepresyjne (zarówno w okresach występowania objawów depresyjnych, jak i w okresach bezobjawowych celem zapobieżenia nawrotom), zaś pomocniczo stosowane są także inne grupy leków wymienione poniżej (zwłaszcza w celu zniesienia lęku i bezsenności lub zwiększenia skuteczności leczenia przeciwdepresyjnego). W przypadku depresji występującej w przebiegu choroby afektywnej dwubiegunowej stosowane są leki stabilizujące nastrój oraz atypowe neuroleptyki. W leczeniu depresji dwubiegunowej leki przeciwdepresyjne u części pacjentów mogą być dołączane do terapii podczas okresów występowania objawów depresyjnych, ale nie mogą one być stosowane samodzielnie z powodu ryzyka wywołania manii. W toku choroby afektywnej dwubiegunowej w okresach, gdy nastrój jest ustabilizowany (wyrównany) zwykle zaleca się wycofanie leku przeciwdepresyjnego oraz stosowanie leków stabilizujących nastrój lub atypowych neuroleptyków, których zadaniem jest zapobieżenie nawrotom.

#### Leki przeciwdepresyjne
W leczeniu zaburzeń afektywnych jednobiegunowych (depresji jednobiegunowej) stosowane są następujące leki przeciwdepresyjne:
- trójpierścieniowe leki przeciwdepresyjne (TLPD, ang. tricyclic antidepressants, TCA; mechanizm działania opiera się na nieselektywnym blokowaniu wychwytu zwrotnego neuroprzekaźników tj. noradrenaliny, serotoniny i dopaminy): amitryptylina, doksepina, imipramina, klomipramina, dezypramina, dibenzepina, dotiepina (inaczej dosulepina),
- czteropierścieniowe leki przeciwdepresyjne (ang. tetracyclic antidepressant) zaliczane do grupy tzw. noradrenergicznych i specyficznie serotoninergicznych leków przeciwdepresyjnych (ang. noradrenergic and specific serotonergic antidepressants, NaSSA): mianseryna, mirtazapina,
- maprotylina (inhibitor zwrotnego wychwytu noradrenaliny, antagonista receptora histaminy H1, receptora 5-HT7, umiarkowany antagonista receptora 5-HT2 i receptora α1-adrenergicznego),
- selektywne inhibitory zwrotnego wychwytu serotoniny (ang. selective serotonin reuptake inhibitor, SSRI): fluwoksamina, fluoksetyna, paroksetyna, citalopram, escitalopram, sertralina,
- inhibitory zwrotnego wychwytu noradrenaliny i dopaminy (ang. norepinephrine and dopamine reuptake inhibitors, NDRI), np. bupropion[40][41],
- względnie selektywne inhibitory wychwytu zwrotnego noradrenaliny i serotoniny (ang. serotonin and norepinephrine reuptake inhibitors, SNRI): wenlafaksyna, duloksetyna, milnacipran,
- reboksetyna (wybiórczy inhibitor wychwytu zwrotnego noradrenaliny),
- leki modulujące i stymulujące przekaźnictwo serotoninowe: wortioksetyna,
- selektywne inhibitory monoaminooksydazy (blokując enzym monoaminooksydazę hamują rozkład neuroprzekaźników tj. serotoniny, noradrenaliny i dopaminy): moklobemid,
- inhibitory wychwytu serotoniny blokujące receptor 5-HT2: nefazodon, trazodon,
- agomelatyna (agonista receptorów melatonergicznych MT1 i MT2 oraz antagonista receptora 5–HT2C),
- tianeptyna (pełny antagonista receptorów opioidowych δ oraz μ, zwiększa wychwyt zwrotny serotoniny w neuronach kory mózgowej i hipokampa),
- ketamina (antagonista receptorów NMDA pobudzanych przez L-glutaminian, wpływa na receptory opioidowe)[42].
- esketamina (lek w postaci aerozolu do nosa, stosowany u pacjentów cierpiących na depresję lekooporną; stymuluje przekaźnictwo glutaminergiczne w mózgu, oddziaływując na receptory NMDA)[43][44].

Tak zwane leki przeciwdepresyjne są niejednolitą grupą substancji o zróżnicowanej budowie chemicznej, mechanizmach działania i wpływie na organizm. Ponadto reakcje na ten sam lek przeciwdepresyjny mogą być znacząco odmienne u różnych pacjentów (osobnicza zmienność odpowiedzi na lek). Szacuje się, że zastosowanie leku przeciwdepresyjnego przynosi istotną poprawę u 50–70% pacjentów leczonych z powodu depresji. U blisko połowy z pozostałych zmiana leku również przynosi poprawę. Liczne badania kliniczne potwierdzają istotnie wyższy odsetek osób, które uzyskały poprawę po zastosowaniu leków przeciwdepresyjnych w porównaniu do odsetkiem osób stosujących placebo. Część leków przeciwdepresyjnych znajduje zastosowanie nie tylko w leczeniu zaburzeń depresyjnych, lecz także lękowo-depresyjnych, obsesyjno-kompulsyjnych, adaptacyjnych, lękowych uogólnionych, agorafobii, fobii społecznej, stresu pourazowego, zaburzeń odżywiania i innych. Korzystny wpływ tych leków na nastrój pacjentów (i część innych aspektów funkcjonowania) zwykle ujawnia się po upływie 10–28 dni ich systematycznego stosowania – natomiast nieco wcześniej dochodzi do poprawy w zakresie napędu psychomotorycznego, co subiektywnie wyraża się w poczuciu dysponowania większym zasobem energii czy też większymi chęciami do podejmowania aktywności. Z kolei działania niepożądane, jeżeli wystąpią, zwykle obserwowane są w ciągu pierwszych kilku dni od rozpoczęcia terapii. Mają one najczęściej łagodny charakter (np. przemijająca utrata łaknienia, nudności, biegunka, bóle głowy). Jednakże u niewielkiej części pacjentów dochodzi do nasilenia niepokoju, pobudzenia lub akatyzji. Wymienione sytuacje wzmożenia napędu lub pobudzenia, które poprzedzają poprawę w zakresie nastroju, mogą przejściowo nasilać myśli lub tendencje samobójcze (ulotki informacyjne znajdujące się w opakowaniach z lekami przeciwdepresyjnymi zwykle zawierają skróconą informację na ten temat). W takich przypadkach kontakt z lekarzem i odpowiednie zmodyfikowanie leczenia zwykle pozwalają usunąć lub zredukować działania niepożądane. Ryzyko opisanych komplikacji uwydatnia znaczenie odpowiedniej współpracy pacjent–lekarz w zakresie stosowanej farmakoterapii – szczególnie u pacjentów, u których wyjściowo obecne są myśli samobójcze. Przeważająca część badań wskazuje, że stosowanie leków przeciwdepresyjnych, zwłaszcza z grupy selektywnych inhibitorów wychwytu zwrotnego serotoniny, w leczeniu depresji jednobiegunowej prowadzi do redukcji myśli samobójczych oraz zachowań samobójczych. Przyjmuje się, że efekt ten uzyskiwany jest za pośrednictwem ich korzystnego wpływu na objawy depresji jednobiegunowej.
Dobór leku przeciwdepresyjnego
Aby właściwie dobrać lek przeciwdepresyjny konieczna jest dobra współpraca pacjenta z dysponującym odpowiednią wiedzą i doświadczeniem lekarzem. Staranny dobór leku przeciwdepresyjnego dla poszczególnego pacjenta, a niekiedy kombinacji leków, oraz zaplanowanie sposobu dawkowania decydują o skuteczności owego leczenia i jej bezpieczeństwie. Przy dobieraniu leku przeciwdepresyjnego każdorazowo należy uwzględnić następujące czynniki:
- obrazu klinicznego zespołu depresyjnego, nasilenia objawów depresyjnych, intensywności zaburzeń myślenia typowych dla depresji, niepokoju, zahamowania psychomotorycznego, występowania objawów psychotycznych, obsesji, natręctw oraz obecności innych mniej typowych objawów, bezsenności
- rodzaju zaburzeń afektywnych, dotychczasowego przebiegu choroby, długości epizodów depresyjnych, ryzyka zmiany fazy z depresyjnej w maniakalną
- współistnienia innych zaburzeń psychicznych, np. zaburzeń obsesyjno-kompulsyjnych lub innych zaburzeń lękowych, zaburzeń psychotycznych, zaburzeń osobowości etc.
- wieku, stanu zdrowia somatycznego, czynności układu nerwowego
- przebiegu wcześniejszych terapii, w których stosowano leki przeciwdepresyjne, z uwzględnieniem skuteczności poszczególnych leków, działań niepożądanych, powikłań, ewentualnej lekooporności
- potrzeby stosowania innych leków związanych z innymi schorzeniami somatycznymi i neurologicznymi, minimalizacja ryzyka niekorzystnych interakcji lekowych
- kontekstualizacji terapii lekiem przeciwdepresyjnym w całościowym planie leczenia i profilaktyki zaburzeń psychicznych.

Niektóre działania leków przeciwdepresyjnych w zależności od profilu zaburzeń pacjenta mogą być uznane za korzystne lub za działania niepożądane. Dla przykładu, pacjent w stuporze (osłupieniu depresyjnym) może potrzebować leku o profilu aktywizującym, tymczasem lekarz oceniając jego stan psychiczny może odnieść wrażenie, że obserwowany stupor jest następstwem lęku. W takim przypadku zastosowanie leku przeciwdepresyjnego o profilu uspokajającym (sedatywnym) niepotrzebnie obniży napęd psychoruchowy pacjenta. Podobnie, wytrysk opóźniony występujący po zastosowaniu leków z grupy SSRI może okazać się działaniem terapeutycznym u chorych z wytryskiem przedwczesnym. Innym jeszcze przykładem jest tendencja do przybierania na wadze przy stosowaniu mianseryny lub mirtazapiny, która może być korzystna dla chorych z anoreksją bądź brakiem apetytu.
Zwykle zaleca się stosowanie pojedynczego leku przeciwdepresyjnego (preferuje się monoterapię), jednak w niektórych sytuacjach klinicznych, zwłaszcza w przypadku lekooporności lub wysokiego nasilenia objawów, może być wskazane łączenie kilku leków przeciwdepresyjnych. Stosowanie dwóch leków przeciwdepresyjnych z jednej strony może podnieść skuteczność leczenia depresji, ale wiąże się też z podwyższonym ryzykiem wystąpienia działań niepożądanych oraz interakcji lekowych. W związku z tym, łączne stosowanie dwóch leków przeciwdepresyjnych wymaga szczególnej ostrożności i ścisłej współpracy z lekarzem. Samodzielne łączenie leków przeciwdepresyjnych bez wiedzy lekarza może być groźne dla życia i zdrowia pacjenta – szczególnie dotyczy to łączenia leków z grupy IMAO z innymi lekami, a także preparatów ziołowych zawierających ziele dziurawca, które powoduje silne i niebezpieczne interakcje z innymi lekami przeciwdepresyjnymi (zob. zespół serotoninowy).

#### Zapobieganie nawrotom depresji
Leki przeciwdepresyjne stosowane są także w zapobieganiu nawrotom (profilaktyce) depresji jednobiegunowej oraz zaburzeń lękowych. Pacjenci, u których wystąpił epizod depresji, obarczeni są 50–85% ryzykiem nawrotu. Natomiast pacjenci, którzy przebyli dwa epizody depresji, obarczeni są 80–90% ryzykiem nawrotu. Kontynuacja stosowania leku przeciwdepresyjnego u owych pacjentów pozwala na zmniejszenie liczby nawrotów depresji o 2/3. W przypadku pacjentów, którzy przeszli jeden epizod depresji, zwykle zaleca się kontynuację leczenia farmakologicznego przez okres 6 miesięcy od momentu ustania dolegliwości celem niedopuszczenia do nawrotu choroby. W przypadku pacjentów, którzy przeszli dwa lub więcej epizody depresji w niedalekiej przeszłości (w ciągu ostatnich 5 lat), zwłaszcza gdy w ich trakcie objawy znacznie zakłócały funkcjonowanie chorych, zwykle zaleca się kontynuowanie stosowania leków przeciwdepresyjnych przez okres około 2 lat. W przypadku pacjentów, którzy przeszli wiele epizodów depresji, może być wskazane długoletnie stosowanie leków przeciwdepresyjnych. Ustalany, przy udziale lekarza specjalisty, plan leczenia, którego celem jest zapobieżenie nawrotom depresji, powinien w każdym przypadku uwzględniać współistniejące stany chorobowe, wiek pacjenta i szerokie spektrum czynników rzutujących na przebieg depresji. W przypadku złej tolerancji leku przeciwdepresyjnego stosowanego w profilaktyce depresji, konieczne może być zastosowanie innego leku z tej grupy, co zwykle pozwala złagodzić lub usunąć działania niepożądane.
Zakończenie stosowania leku przeciwdepresyjnego może wiązać się z niskim ryzykiem nawrotu depresji, jeżeli była ona wywołana wyraźnymi czynnikami sytuacyjnymi, które przeminęły (depresja reaktywna). W przypadku depresji endogennych, a więc uwarunkowanych głównie biologicznie (które mogą występować bez udziału czynników środowiskowych, m.in. społecznych, sytuacyjnych) ryzyko nawrotu jest wyższe. Stąd też decyzja o odstawianiu leków przeciwdepresyjnych w przypadku depresji endogennej nie powinna być podejmowana pochopnie. Konieczne jest wcześniejsze ocenie ryzyka nawrotu we współpracy z lekarzem. Dla zminimalizowania ryzyka nawrotu depresji zaleca się stopniowe, rozłożone w czasie odstawianie leków przeciwdepresyjnych. Leki przeciwdepresyjne nie są uzależniające, jednak w razie nagłego przerwania długotrwałej terapii niektórymi z nich, szczególnie jeżeli stosowane były wysokie dawki leków, mogą wystąpić przemijające objawy odstawienne (np. problemy z koncentracją, niepokój, bóle głowy) – zwykle utrzymujące się do kilku dni.
Czy leki przeciwdepresyjne powodują oszołomienie lub utrudniają koncentrację?
Odpowiednio dobrane w ramach współpracy z lekarzem leki przeciwdepresyjne u większości pacjentów nie powodują oszołomienia ani spadku koncentracji. Szczególnie rzadko tego typu działania niepożądane ujawniają się przy stosowaniu nowoczesnych leków przeciwdepresyjnych np. z grup SSRI, SNRI etc. Niemniej jednak, u każdej osoby reakcja na leki przeciwdepresyjne jest nieco inna, trudna do przewidzenia i u niewielkiej części pacjentów przejściowy spadek koncentracji, utrzymujący się podczas pierwszych paru dni lub paru tygodni stosowania leku, może wystąpić. W związku z tym, że najczęściej owo działanie niepożądane jest tylko przejściowe, nie należy bez porozumienia z lekarzem przedwcześnie odstawiać leku. W przypadku, gdy owo niepożądane działanie utrzymuje się przez dłuższy czas, lekarz może zaproponować zmiany w dawkowaniu lub zmianę na inny lek przeciwdepresyjny, co zwykle pozwala usunąć lub zredukować problemy z koncentracją.

#### Inne leki stosowane w przebiegu zaburzeń depresyjnych
Leki stabilizujące nastrój (inaczej leki normotymiczne, są stosowane zwłaszcza w depresji występującej w przebiegu zaburzeń afektywnych dwubiegunowych):
- sole litu,
- karbamazepina,
- okskarbazepina
- kwas walproinowy (walproiniany),
- lamotrygina.

W przypadkach zaburzeń depresyjnych występujących w przebiegu ChAD często stosowane są łącznie ww. leki normotymiczne wraz z lekami przeciwdepresyjnymi. Dobór odpowiedniej kombinacji leków dla określonego pacjenta wymaga uwzględnienia szeregu czynników. Różnią się one m.in. skutecznością, ryzykiem działań niepożądanych i interakcji.
Niektóre neuroleptyki drugiej generacji (inaczej atypowe leki przeciwpsychotyczne o działaniu normotymicznym, są stosowane zwłaszcza w depresji występującej w przebiegu zaburzeń afektywnych dwubiegunowych):
- kwetiapina,
- olanzapina,
- arypiprazol.

Niektóre neuroleptyki pierwszej generacji (klasyczne leki przeciwpsychotyczne, wykorzystywane są głównie ich właściwości uspokajające, rzadziej właściwości aktywizujące):
- flupentyksol,
- sulpiryd,
- amisulpryd
- perazyna,
- lewomepromazyna.

Leki przeciwlękowe i nasenne (anksjolityki):
- lorazepam,
- klorazepan,
- hydroksyzyna.

Potencjalizacja leczenia przeciwdepresyjnego:
W przypadku depresji lekoopornej korzystne może być, według niektórych badań klinicznych, podjęcie próby podniesienia skuteczności leczenia przeciwdepresyjnego (potencjalizacja działania leków przeciwdepresyjnych) poprzez dołączenie preparatów cynku (25 mg/dobę doustnie). Prowadzone są także badania nad wykorzystaniem w tym samym celu witamin: B6, B9, B12, kwasów tłuszczowych omega-3, estrogenów, soli magnezu.

#### Efektywność farmakoterapii – podsumowanie badań

##### Monoterapia
W meta-analizach badań wykorzystujących randomizację i kontrolujących efekt placebo, potwierdza się ogólną efektywność antydepresantów. Jeśli chodzi o poszczególne grupy, to jako efektywne wskazuje się: SSRI, TCA, SARI. Co do NaSSA i IMAO-A, wyniki analiz interpretowane są różnie. Skuteczność długotrwałej terapii (14-60 miesięcy) jest potwierdzana w wypadku grup: SSRI (11 badań), SNRI (7 badań) i TCA (10 badań).
Badana jest też skuteczność poszczególnych leków. Poniższa tabela zawiera zestawienie wyników kilku meta-analiz.
| IMAO-A | NaSSA            | NaSSA             | NDRI             | NRI                 | SARI           | SARI              |
| --- | ---------------- | ----------------- | ---------------- | ------------------- | -------------- | ----------------- |
| moklobemid * | mianseryna *     | mirtazapina * *   | bupropion * *    | reboksetyna * *     | nefazodon * *  | trazodon * *      |
| SNRI | SNRI             | SNRI              | SNRI             | SNRI                | SSRI           | SSRI              |
| deswenlafaksyna * | duleksetyna * *  | lewomilnacipran * | milnacipran *    | wenlafaksyna * * *  | citalopram * * | escitalopram * *  |
| SSRI | SSRI             | SSRI              | SSRI             | TCA                 | TCA            | TCA               |
| fluoksetyna * * * | fluwoksamina * * | paroksetyna * * * | sertralina * * * | amitryptylina * * * | imipramina * * | klomipramina * *  |
| N euroleptyki | Stabilizatory    | Różne             | Różne            | Różne               | Różne          | Różne             |
| amisulpryd * | l amotrygina *   | agomelatyna * *   | ketamina *       | ritanseryna *       | wilazodon *    | wortioksetyna * * |
| |                  |                   |                  |                     |                |                   |
| Gwiazdki oznaczają ilość badań z placebo użytych w meta-analizach: * (kilka), * * (kilkanaście), * * * (kilkadziesiąt). |                  |                   |                  |                     |                |                   |
| – meta-analiza dotyczyła efektywności leku w wypadku depresji przewlekłej.                                              |                  |                   |                  |                     |                |                   |

Ponadto w porównaniach parami meta-analiza Cipriani i in. (2018) wykazała, że:
- agomelatyna, amitryptylina, escitalopram, mirtazapina, paroksetyna, wenlafaksyna i wortioksetyna, były bardziej efektywne od któregoś z pozostałych, badanych leków;
- fluoksetyna, fluwoksamina, reboksetyna i trazodon były mniej efektywne od któregoś z pozostałych leków;
- jeśli chodzi o ryzyko rezygnacji z leczenia przez skutki uboczne, to agomelatyna, citalopram, escitalopram, fluoksetyna, sertralina i wortioksetyna odróżniały się pozytywnie w porównaniu do któregoś z pozostałych leków;
- amitryptylina, klomipramina, duleksetyna, fluwoksamina, reboksetyna, trazodon oraz wenlafaksyna odróżniały się negatywnie w porównaniu do któregoś z pozostałych leków (skutki uboczne);
- po uwzględnieniu ryzyka zaprzestania leczenia ze względu na skutki uboczne, za najbardziej efektywne ocenione zostały: agomelatyna, escitalopram oraz wortioksetyna.

Depresja oporna
W wypadku depresji opornej na leczenie, wykazano efektywność: fluoksetyny, paroksetyny, sertraliny, moklobemidu, imipraminy, ritanseryny i amisulprydu, ale nie – escitalopramu. Moklobemid i amisulpryd okazały się być bardziej efektywne od fluoksetyny. Terapia sertraliną i amisulprydem wiązała się z mniejszym ryzykiem rezygnacji w porównaniu do leczenia imipraminą.
Suplementy diety i zioła
Oprócz leków psychotropowych bada się również inne substancje. Efektywne w porównaniu do placebo okazują się być standaryzowany ekstrakt z dziurawca (14 badań) oraz suplement diety – acetyl-L-karnityna (4 badania). Zakłada się wpływ niedoboru magnezu w diecie na rozwój depresji, choć dowody naukowe generalnie nie potwierdzają tego związku, ani efektywności suplementacji (im lepszej jakości są analizowane badania, tym efekt leczniczy staje się mniejszy i nieistotny).

##### Terapia skojarzona
W terapii skojarzonej, najczęściej lekiem podstawowym są antydepresanty.

Dodatek litu przyniosi pozytywny efekt (10 badań). Dodanie buspironu (meta-analiza 5 badań) lub hormonów tarczycy (T3 i T4, 6 badań) również zwiększa szanse na wyleczenie, ale już nie dodatek: bupropionu (4), lamotryginy (3), metylofenidatu (2) czy pindololu (4). Połączenie statyn (lowastatyna, atorwastatyna i simwastatyna) z fluoksetyną lub citalopramem daje duży efekt w porównaniu do placebo (3 badania); podobnie, dodatek celekoksybu (4 badania: sertralina, fluoksetyna, reboksetyna). Dość obiecująco przedstawiają się wyniki skojarzenia terapii z zolpidemem i eszopiklonem (6 badań, mały efekt).

### Psychoterapia– efektywność
W leczeniu zaburzeń depresyjnych stosuje się różne metody psychoterapeutyczne, w szczególności psychoterapię poznawczo-behawioralną, psychoterapię interpersonalną oraz psychoedukację (czyli edukowanie chorych w zakresie wiedzy dotyczącej zaburzeń psychicznych, metod ich leczenia i zapobiegania im). Oddziaływania psychoterapeutyczne stosowane są zwykle łącznie z farmakoterapią. 
Najlepiej udokumentowana (meta-analizy randomizowanych badań z kontrolą efektu placebo) jest efektywność terapii poznawczo-behawioralnej (ang. cognitive behavior therapies – CBT) w wypadku depresji, a także symptomów depresyjnych, które często towarzyszą zaburzeniom lękowym. Pozytywny efekt jest niezależny od nasilenia symptomów depresji oraz od tego, czy depresja ma postać melancholiczną lub atypową. Bardzo obiecująco przedstawiają się wyniki meta-analiz nad efektami terapii przeprowadzanej „poza gabinetem” (ang. „self-help” lub „self-guided”). Programy terapeutyczne opierają się na CBT i dostarczane są za pomocą książek, urządzeń mobilnych lub internetu. Pacjent może kontaktować się ze specjalistą (np. poprzez e-mail), ale nie musi. Kontakt z terapeuta może być też przeprowadzany w czasie rzeczywistym. Metody uznawane są za bezpieczne. Analizy wykazują efekt leczniczy, ale przydałoby się więcej badań z placebo.
Zadowalająco przedstawiają się wyniki badań nad skutecznością terapii rozwiązywania problemów (ang. problem solving therapy – PST; nie mylić z terapią skoncentrowaną na rozwiązaniach). Mniej jasna jest kwestia efektywności racjonalno-emotywnej terapii behawioralnej (ang. rational emotive behaviour therapy) w kontekście leczenia klinicznej depresji.
Jeśli chodzi o inne psychoterapie, z którymi można się częściej spotkać, to obiecująco przedstawiają się wyniki analiz efektywności psychoterapii interpersonalnej, ale potrzebnych jest więcej badań z placebo, które potwierdziłyby efekt. W przypadku psychoterapii psychodynamicznych, wyniki są mniej obiecujące. Krótkoterminowe, bardziej dyrektywne formy np. krótkoterminowa psychoterapia psychodynamiczna (ang. short-term psychodynamic psychotherapy) lub doświadczeniowa terapia psychodynamiczna (ang. experiential dynamic therapy), wykazują pozytywne skutki, ale brak dowodów, by efekt był większy od placebo.
Przeprowadzana są też badania nad możliwością stosowania terapii z tzw. „trzeciej fali” CBT oraz terapii opartych na uważności (ang. mindfulness-based therapies – MBT). Najlepiej udokumentowana jest efektywność aktywacji behawioralnej (ang. behavioural activation – BA). Badane są możliwości zastosowania jej przez internet (z pomocą terapeuty). W meta-analizach dokonuje się także porównań z placebo (na korzyść BA). Niejasna jest kwestia efektywności terapii wykorzystujących medytację uważności, np. redukcji stresu poprzez medytację mindfulness (ang. mindfulness-based stress reduction – MBSR) czy terapii poznawczej opartej na uważności (ang. mindfulness-based cognitive therapy – MBCT). Mimo że są badania, które wykazują pozytywne skutki, to w wypadku badań z placebo wyniki są już niejednoznaczne. Być może MBCT okaże się pomocna w zapobieganiu nawrotom depresji. Podobnie wygląda kwestia oceny skuteczności terapii akceptacji zaangażowania (ang. acceptance and commitment therapy – ACT) czy terapii metapoznawczej (ang. metacognitive therapy – MCT) – jest zbyt mało dobrze zaprojektowanych badań przeprowadzanych na pacjentach z depresją. Jeszcze mniej jest dowodów na skuteczność terapii schematów (ang. schema therapy) w kontekście leczenia depresji. Nie wygląda na to, by techniki treningu tendencyjności poznawczej (ang. cognitive bias modification – CBM) były efektywne w terapii depresji.

### Farmakoterapia a psychoterapia
Dobór metod leczniczych powinien zostać uzgodniony z doświadczonym specjalistą z uwzględnieniem indywidualnego obrazu depresji, jej nasilenia, ryzyka samobójczego, uwarunkowań psychologicznych, środowiskowych, biologicznych i szeregu innych czynników. Tym niemniej przyjmuje się, że w przypadku większości przypadków depresji połączenie obu metod leczenia jest najbardziej efektywne. Meta-analizy wskazują, że psychoterapie (głównie oparte na CBT) mogą mieć skuteczność porównywalną ze skutecznością farmakoterapii. Przy interpretacji niektórych wyników badań zaleca się zachowanie ostrożności ze względu na tendencje do faworyzowania części metod farmakologicznych w badaniach sponsorowanych przez przemysł farmaceutyczny. Według części badań nasilenie objawów depresji nie determinuje czy CBT lub farmakoterapia będzie efektywna. Rzadziej proponuje się strategię, stosowanie farmakoterapii w aktywnej fazie zaburzenia, a potem CBT – w celu zapobiegania nawrotom. Również rzadko można spotkać się z poglądem, że CBT powinna być terapią „pierwszego rzutu”, a antydepresanty miałyby być stosowane dopiero po tym, gdy psychoterapia zawiedzie (uzasadnia się to tym, że efekt łączenia obu jest zbyt mały, by był tego warty), jednak takie podejście należy rozważyć tylko w przypadkach depresji o łagodnym lub warunkowo umiarkowanym nasileniu. Nie jest w pełni jasne, które podejście jest bardziej efektywne długoterminowo.

### Zabiegi elektrowstrząsowe

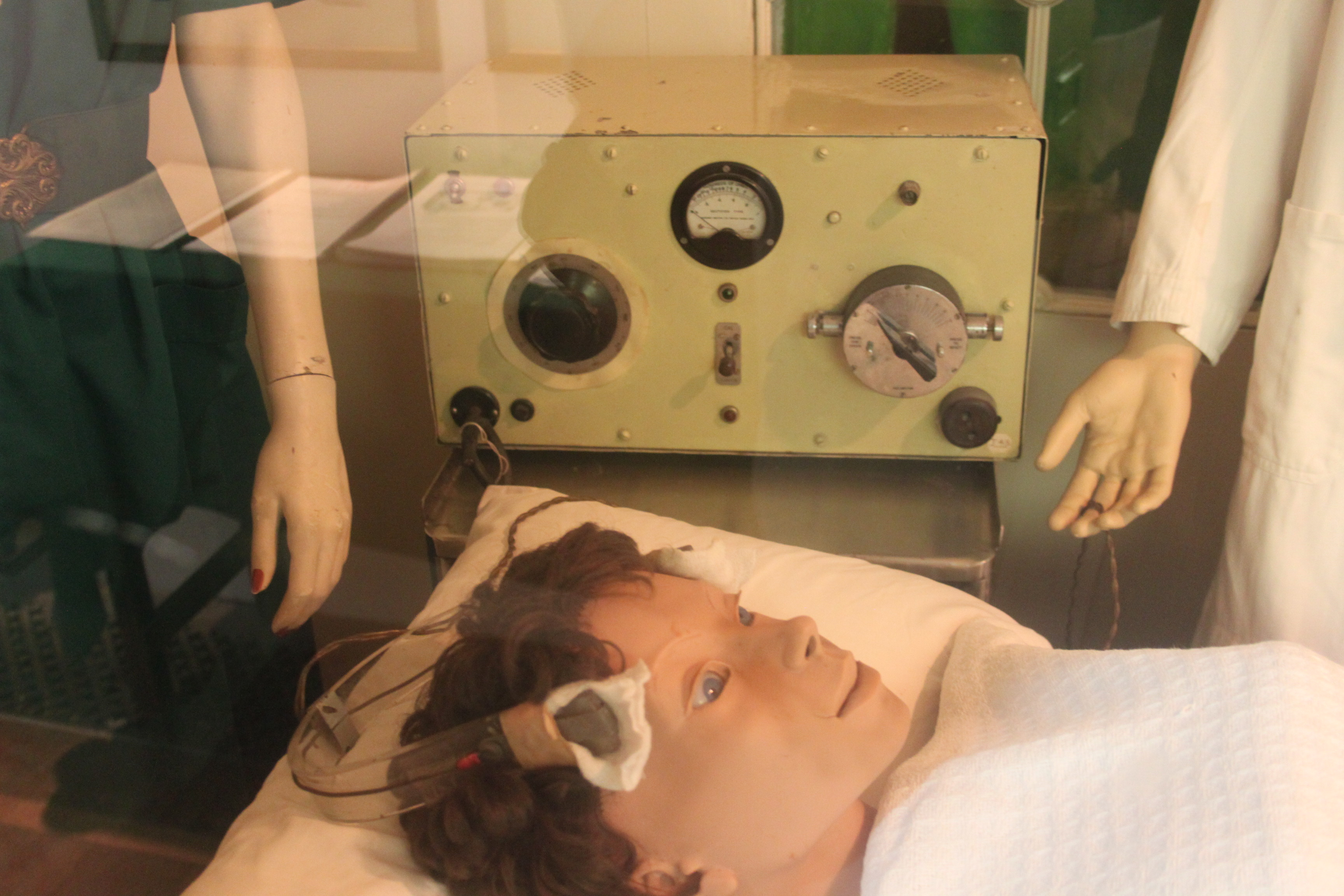
Urządzenie służące do generowania impulsów elektrycznych, wykorzystywane do przeprowadzania zabiegów elektrowstrząsowych z elektrodami umieszczonymi na głowie manekina – eksponat muzealny.

Nieco rzadziej stosowaną metodą terapii pewnych postaci depresji są zabiegi elektrowstrząsowe (ang. electroconvulsive therapy, ECT). Znajdują one zastosowanie przede wszystkim w przypadkach depresji o ciężkim przebiegu, szczególnie depresji psychotycznej, depresji, której towarzyszy stupor, bądź też depresji przebiegającej ze znacznym zagrożeniem samobójczym. Ocena wskazań i wykluczenie przeciwwskazań do stosowania zabiegów elektrowstrząsowych należą do lekarzy psychiatrów i anestezjologów, a niekiedy wymagają także konsultacji z innymi specjalistami m.in. neurologiem, kardiologiem, internistą lub okulistą. Zabiegi wykonywane są na pacjentach w znieczuleniu ogólnym, co poprawia ich bezpieczeństwo. Po zastosowaniu terapii elektrowstrząsowej u 50,9% pacjentów obserwuje się ustąpienie (remisję) objawów depresji jednobiegunowej (nieznacznie wyższy odsetek remisji wynoszący 53,2% stwierdzono po zastosowaniu terapii elektrowstrząsowej u pacjentów z chorobą afektywną dwubiegunową).

### Rzadziej stosowane metody leczenia depresji
Leczenie światłem (fototerapia)

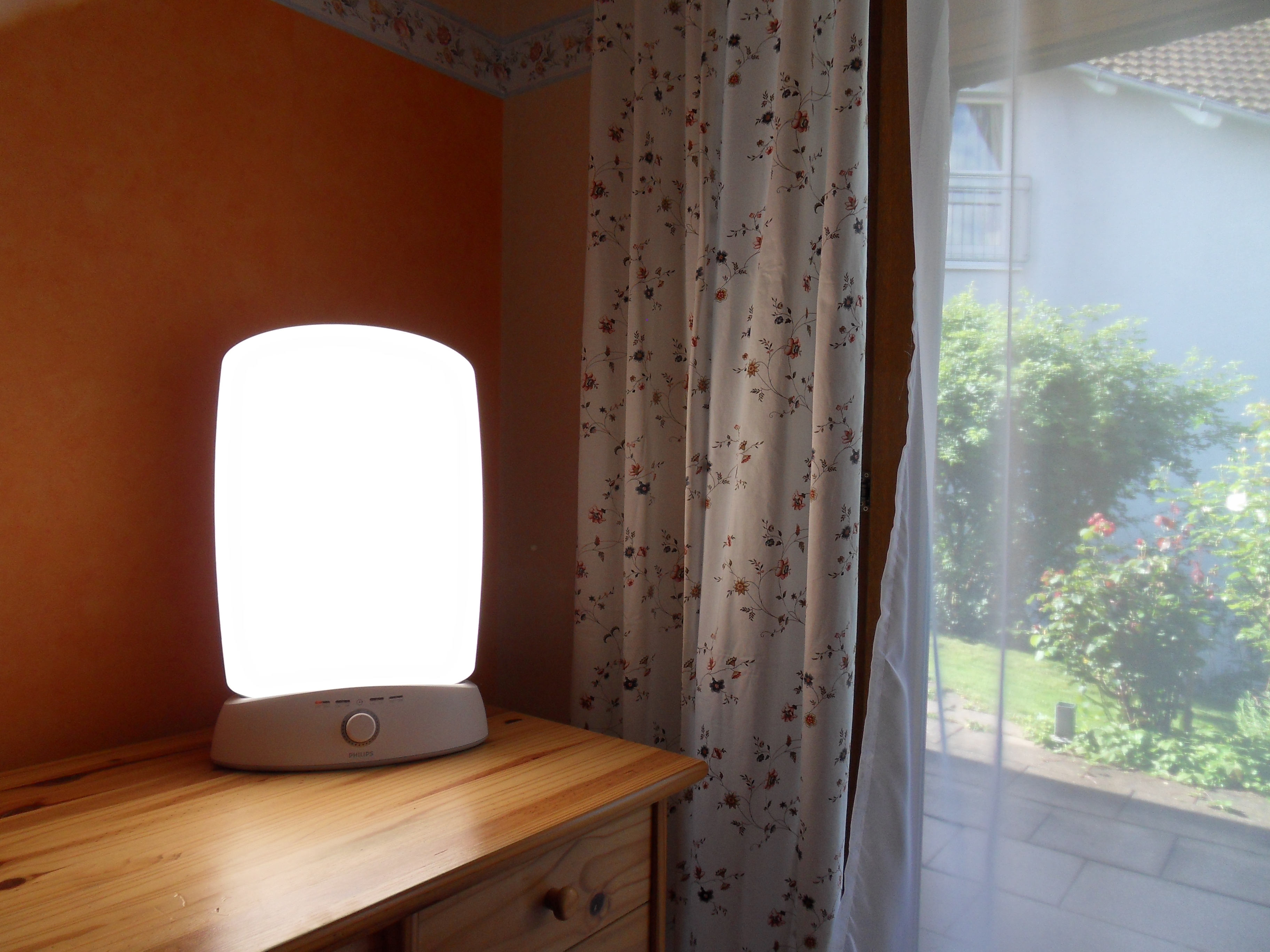
Fototerapia, przy użyciu specjalnych lamp, które mogą być użytkowane w domu, pozwala uzyskać poprawę u 60–75% pacjentów cierpiących na stany depresyjne występujące w przebiegu choroby afektywnej sezonowej.

Wykazano, że ekspozycja na światło widzialne (o barwie białej lub zielonej) jest skutecznym sposobem leczenia depresji sezonowej (stanów depresyjnych występujących u osób z rozpoznaniem choroby afektywnej sezonowej). Promienie UV nie mają działania leczniczego w depresji sezonowej. Stąd, oświetlenie stosowane w fototerapii depresji sezonowej powinno być wyposażone w filtr UV. Fototerapia depresji sezonowej powinna być prowadzona przy pomocy oświetlenia o natężeniu co najmniej 2500 luksów na poziomie oczu chorego (zwykle stosowane są natężenia o zakresie 5000–10000 luksów). Fototerapię rozpoczyna się od codziennych sesji trwających od 1/2 godziny do 2 godzin w zależności od natężenia stosowanego światła. Najczęściej po 14 dniach codziennego stosowania fototerapii możliwe jest ocenienie przez lekarza czy jej skuteczność u poszczególnych pacjentów jest zadowalająca. Przyjmuje się, że w wyniku zastosowania fototerapii poprawę uzyskuje 60–75% pacjentów, u których rozpoznano depresję sezonową. Po uzyskaniu poprawy zaleca się stosowanie fototerapii podtrzymującej, podczas której zabiegi przeprowadzane są co 2–4 dni.
Meta-analizy badań wskazują również na potencjalną efektywność fototerapii w leczeniu depresji niesezonowej. Badania brane pod uwagę charakteryzowały się mieszaną jakością metodologiczną, choć w części podejmowano próby kontroli efektu placebo. Autorzy analiz zauważają, że przy małym ryzyku wystąpienia efektów ubocznych, metoda jest godna zarekomendowania. Nie jest jednak jeszcze pewne, w jaki sposób powinna być przeprowadzana terapia np. jak długo (najprawdopodobniej 2-5 tygodni), o jakiej porze dnia (być może rano), jak intensywne powinno być światło (obecnie nie wykazano różnic).
Deprywacja snu
Wymuszona bezsenność stanowi pomocniczy sposób leczenia zaburzeń depresyjnych, przydatny zwłaszcza u pacjentów z zaburzeniami afektywnymi dwubiegunowymi. Często po całkowicie bezsennej nocy u pacjentów z objawami depresji stwierdza się krótkotrwałą poprawę nastroju. Metoda ta może być stosowana do potencjalizacji (podnoszenia skuteczności) leczenia za pomocą leków przeciwdepresyjnych.
Nieinwazyjne metody stymulacji mózgu
Powtarzalna magnetyczna stymulacja przezczaszkowa (ang. repetitive transcranial magnetic stimulation – rTMS) polega na impulsowym oddziaływaniu silnym polem magnetycznym na struktury mózgowia, głównie w okolicach korowych, co prowadzi do specyficznej depolaryzacji neuronów i wyzwolenia tzw. potencjałów czynnościowych (pobudzenia neuronów). W praktyce jest to metoda wciąż rzadko stosowana, o w nie w pełni poznanym mechanizmie działania. Wyniki badań wskazują jednak, że rTMS jest efektywna w porównaniu do placebo. Wygląda na to, że nie ma różnicy czy stymulowana jest jedna czy dwie półkule.
Przezczaszkowa stymulacja prądem stałym (ang. transcranial direct current stimulationt – tDCS) dostarcza słaby prąd stały do kory mózgowej poprzez elektrody umieszczane na głowie. Meta-analiza kilku badań wykazała skuteczność metody w redukcji objawów depresji. Podejrzewano, że tDCS może też pozytywnie wpływać na funkcjonowanie poznawcze u osób z depresją, ale badania nie potwierdziły tego.
Stymulacja nerwu błędnego
Do pobudzania nerwu błędnego (ang. vagus nerve stimulation) wykorzystuje się chirurgicznie wszczepiany w okolicę klatki piersiowej podskórny stymulator, którego elektrody umieszczane są w pobliżu nerwu błędnego w tkankach szyi i emitują impulsy elektryczne. Mechanizm leczniczego działania stymulacji nerwu błędnego w depresji nie jest dobrze poznany. Jest to metoda bardzo rzadko stosowana, której ocena skuteczności w depresji opiera się na badaniach małych grup pacjentów. Częściej, niż w depresji, stymulacja nerwu błędnego stosowana jest w leczeniu padaczki lekoopornej.
Muzykoterapia
Pomocniczo w leczeniu depresji może być stosowana muzykoterapia. Stwierdzono, że może ona prowadzić do poprawy nastroju oraz poprawy funkcji poznawczych.
Ćwiczenia fizyczne
Ćwiczenia fizyczne są najprawdopodobniej efektywne w redukcji symptomów. Najlepiej, jeśli ćwiczenia są przynajmniej średnio intensywne i aerobowe. Efekt leczniczy był większy, gdy pacjenci byli informowani o pozytywnym wpływie ćwiczeń na depresję.
Zabiegi neurochirurgiczne
Zabiegi neurochirurgiczne (tzw. psychochirurgia) aktualnie nie są stosowane w leczeniu zaburzeń depresyjnych, z wyjątkiem niezmiernie rzadkich terapii eksperymentalnych u chorych z ciężką, lekooporną depresją, u których wszystkie pozostałe metody okazały się nieskuteczne. Próby leczenia depresji za pomocą neurochirurgicznych zabiegów ablacyjnych, polegających głównie na przerywaniu połączeń pomiędzy korą czołową a wzgórzem, były podejmowane pod koniec lat 40. i w latach 50. XX wieku. Wraz z upowszechnieniem się leków przeciwpsychotycznych i przeciwdepresyjnych stanowiących znacznie bezpieczniejszą oraz skuteczną alternatywę dla zabiegów psychochirurgicznych, wycofano się z ich wykonywania.

## Czynniki rokownicze
Zaburzenia depresyjne u każdego chorego przebiegają w inny sposób, jednak badania statystyczne pozwalają na wyróżnienie czynników, których obecność wiąże się z pomyślnym rokowaniem:
- dobra dostępność wsparcia społecznego, silne więzi z bliskimi,
- systematyczna, dobra współpraca z lekarzem,
- chory jest aktywny zawodowo, ma satysfakcjonującą pracę,
- dobra sytuacja materialna,
- depresji nie towarzyszą inne obciążające choroby (współchorobowość),
- zażegnano groźbę samobójstwa.

Rokowanie jest mniej korzystne w przypadku obecności następujących czynników:
- występują objawy uszkodzenia i zaburzenia w funkcjonowaniu ośrodkowego układu nerwowego pod postacią charakteropatii, zespołów psychoorganicznych (według klasyfikacji ICD-10 kodowanych jako F06 lub F07),
- depresja występuje w przebiegu padaczki,
- depresja jest objawem w przebiegu schizofrenii (F20.4),
- u chorego stwierdzono toksykomanię,
- chory nadużywa alkoholu,
- brak jest dobrej współpracy z leczącym lekarzem (niesystematyczne przyjmowanie leków, samowolne zmniejszanie dawek lub odstawienie leków),
- niedostępność wsparcia społecznego, słabe więzi z bliskimi,
- ciężkie choroby somatyczne (zwłaszcza choroby przebiegające z przewlekłymi bólami nieodpowiadającymi na leczenie lub choroby skutkujące ograniczeniem ruchomości ciała).

## Instytucje prowadzące leczenie zaburzeń depresyjnych i dostarczające pomocy
Leczenie zaburzeń depresyjnych prowadzone jest przez lekarzy psychiatrów, przy udziale psychoterapeutów i psychologów klinicznych, rzadziej neurologów lub lekarzy rodzinnych. Leczenie to może być prowadzone w następujących instytucjach:
- poradnie zdrowia psychicznego (w przypadku udzielanej przez lekarza psychiatry porady refundowanej przez Narodowy Fundusz Zdrowia, a więc bezpłatnej dla ubezpieczonego, nie jest wymagane skierowanie od lekarza podstawowej opieki zdrowotnej),
- oddziały psychiatrii dzienne i całodobowe,
- gabinety psychiatryczne, psychoterapeutyczne i psychologiczne,
- ośrodki interwencji kryzysowej,
- ośrodki podstawowej opieki zdrowotnej.

U osób leczonych ambulatoryjnie (np. w poradniach zdrowia psychicznego lub gabinetach lekarskich), w przypadku których dochodzi do nagłego, znacznego nasilenia objawów depresji lub do wystąpienia tendencji samobójczych, opiekę medyczną zapewniają:
- szpitalne izby przyjęć,
- szpitalne oddziały ratunkowe,
- pogotowie ratunkowe,
- ośrodki interwencji kryzysowej,
- ośrodki całodobowej opieki zdrowotnej.

Źródłem wsparcia dla pacjentów z zaburzeniami depresyjnymi mogą być także:
- grupy wsparcia,
- telefony zaufania,
- portale internetowe oferujące informacje i wsparcie.

## Depresja w historii i kulturze

### Historia

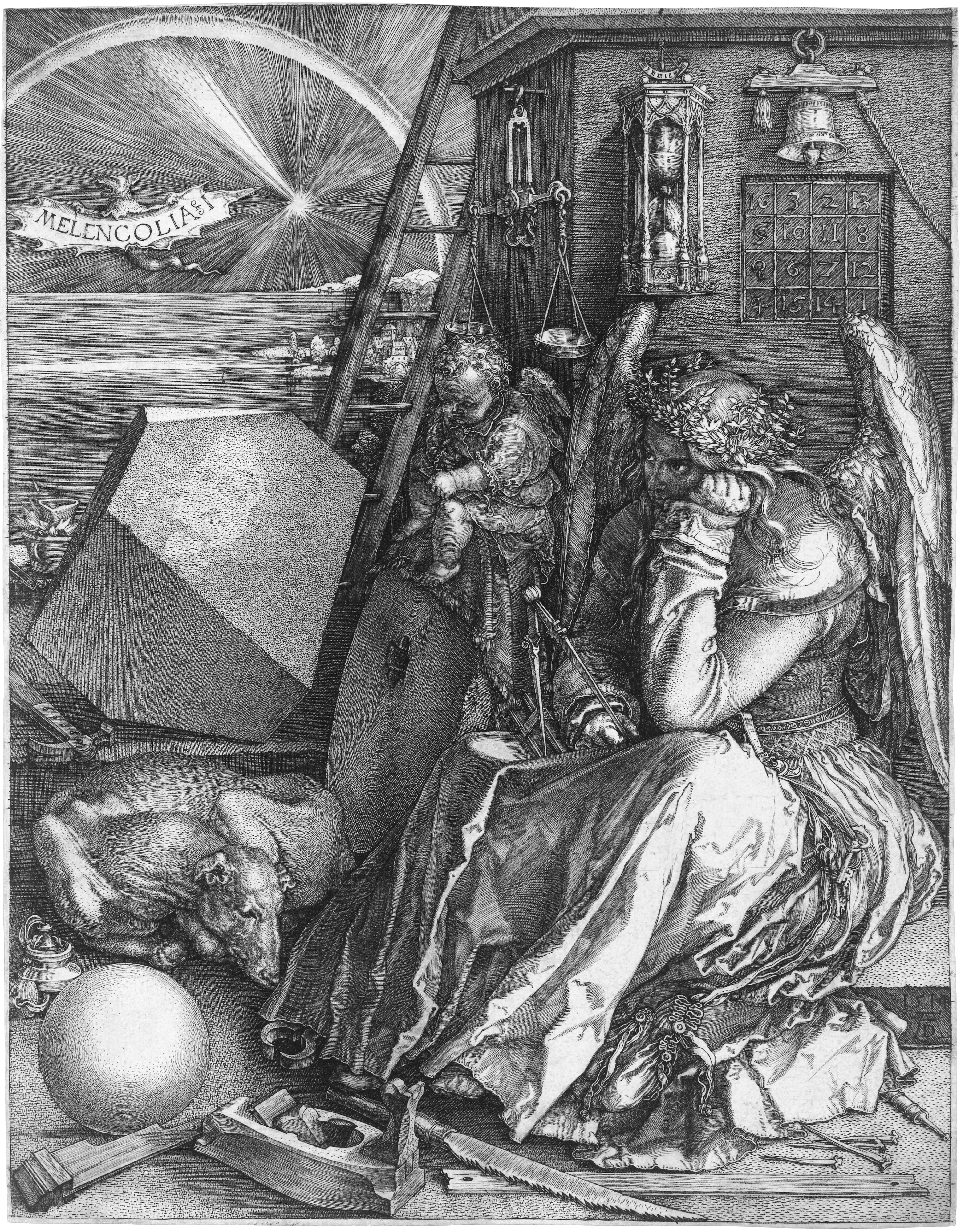
Miedzioryt pt. „Melancholia I” wykonany przez Albrechta Dürera w 1514 roku przedstawiający postać anioła o temperamencie melancholijnym.

Zapiski przedstawiające depresję tworzone były już w 2600 r. p.n.e. przez Sumerów. O depresji wzmiankują także zapiski starożytnych lekarzy egipskich. Opisy osób cierpiących na depresję znajdują się także w Starym Testamencie, czego przykładem są postacie Joba czy też króla Saula. Terminem wprowadzonym do medycyny przez lekarzy greckich około V w. p.n.e., który odpowiada w znacznym stopniu depresji, jest melancholia (od gr. mélanos „czarny”; chólos „żółć, gniew, złość”). Określenie to wywodzi się z przyjmowanej przez starożytnych lekarzy teorii tłumaczącej powstawanie chorób, tzw. teorii humoralnej. Zgodnie z nią choroby są następstwem zakłóceń równowagi pomiędzy czterema głównymi płynami ciała, czyli humorami. Według Hippokratesa z Kos, greckiego lekarza zwanego „ojcem medycyny”, zgodnie z teorią humoralną, za wystąpienie melancholii odpowiada nadmiar tzw. czarnej żółci (za którą uznawano prawdopodobnie ciemną krew żylną wypływającą ze śledziony). Pogląd ten stanowił pierwszą próbę wyjaśnienia objawów depresji za pomocą (odwołując się do aktualnej nomenklatury) zaburzeń przemiany materii. Innymi terminami zastosowanymi przez Hippokratesa są dystymia (gr. dysthymós – rozumiana wówczas jako smutek będący objawem melancholii) i lęk (gr. phóbos). Na temat melancholii pisali także tacy uczeni starożytni, jak Aretajos z Kapadocji czy Plutarch z Cheronei. Najbardziej znany lekarz czasów rzymskich, Galen, którego pisma wywarły olbrzymi wpływ na medycynę starożytności i średniowiecza, zaadaptował i rozwijał teorię humoralną. Przyjmował on, że opary czarnej żółci docierające do mózgu wywołują melancholię.

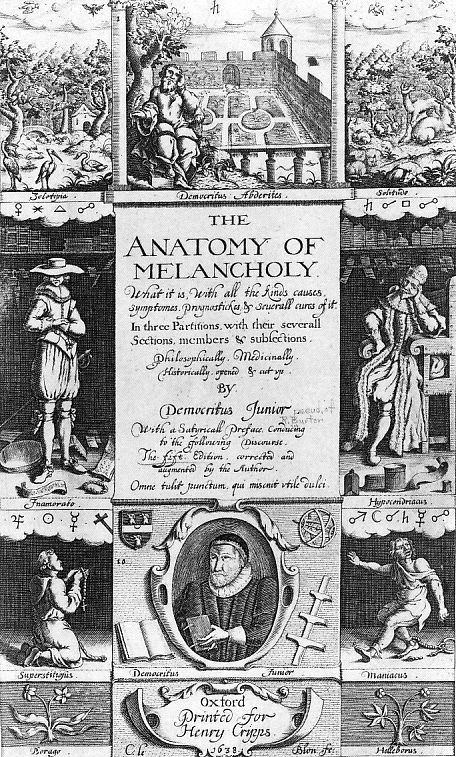
Frontyspis monografii poświęconej depresji pt. „Anatomia melancholii” (ang. The Anatomy of Melancholy) autorstwa Roberta Burtona wydanej w 1638 roku.

Wieki Średnie na terenie Europy cechował powrót do upatrywania przyczyn depresji w zjawiskach nadprzyrodzonych takich, jak złe duchy czy opętanie. Konsekwencją tego było m.in. stosowanie egzorcyzmów. Podważano także zasadność leczenia, wierząc, że choroba jest karą za grzechy, a uzdrowienie leży jedynie w gestii Najwyższego. Tymczasem medycyna krajów muzułmańskich przejęła i rozwijała dorobek intelektualny lekarzy starożytności. Abu Ali Husain ebn Abdallah Ebn-e Sina, zwany Awicenną (980 – 1037), w Kanonie medycyny stanowiącym całościowe kompendium ówczesnej wiedzy medycznej rozpatrywał zaburzenia psychiczne jako rezultat różnych zakłóceń w ciele chorego, zwłaszcza w mózgu. Podobnie jak Hippokrates, Awicenna również uważał, że zmiany zachodzące w mózgu osób z depresją są spowodowane przez nadmiar ciemnej żółci. Teoria humoralna i proponowane w niej metody leczenia (tzn. lewatywa, upusty krwi i nawilżanie ciepłymi kąpielami) miały status oficjalnie uznawanych i propagowanych przez środowiska akademickie i dominowały do XVIII wieku. Lekarz średniowieczny, Paracelsus, opisywał objawy wynikające z obniżenia „spiritus vitae” określając takich chorych „niewolnikami smutku”. Angielski lekarz Robert Burton w 1638 roku wydał pierwszą monografię zawierającą obszerny opis depresji pt. „Anatomia melancholii” (ang. The Anatomy of Melancholy).

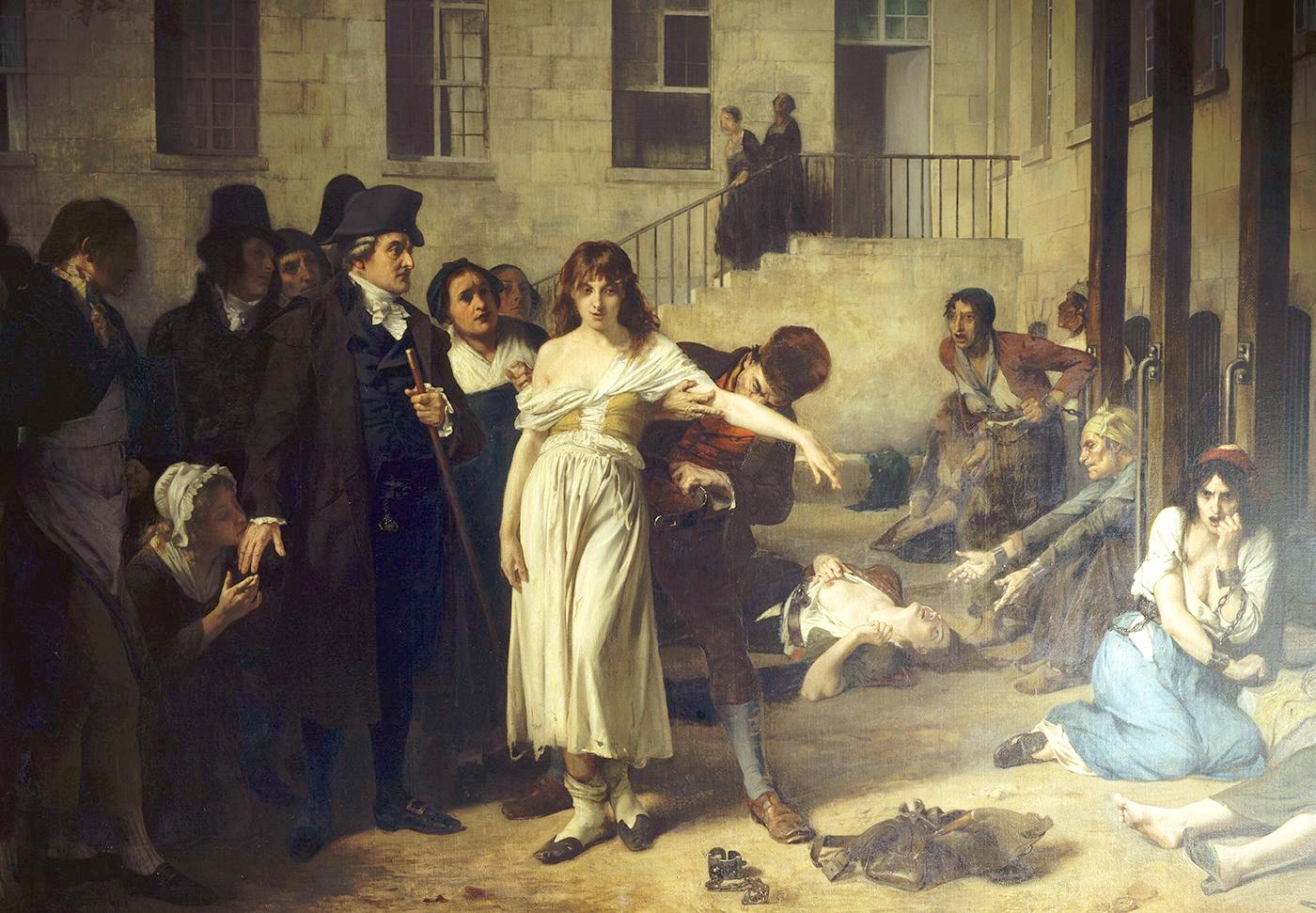
Obraz Fleury’ego przedstawiający Philippe’a Pinela, francuskiego lekarza w paryskim azylu Salpêtrière, gdzie nakazuje, aby uwolniono z łańcuchów kobietę cierpiącą na chorobę psychiczną

Istotny zwrot w postawach społecznych wobec chorych na depresję i inne zaburzenia psychiczne nastąpił za sprawą Philippe’a Pinela, francuskiego lekarza kierującego się ideami oświecenia. Zainicjował on reformę sposobów leczenia chorób psychicznych i traktowania chorych, przywracając im godność i szacunek. Zwalczał on średniowieczne, niejednokrotnie okrutne metody postępowania z chorymi psychicznie polegające m.in. na ich izolowaniu i ograniczaniu ich wolności. Wprowadzone przez niego zmiany ilustruje rozkucie chorych psychicznie z kajdan przedstawione na obrazie powstałym w 1974 roku autorstwa Tony’ego Roberta-Fleury’ego, pt. „Philippe Pinel w Salpêtrière”.
Niemiecki lekarz psychiatra Emil Kraepelin jako pierwszy wprowadził pojęcie obłędu maniakalno-depresyjnego (niem. manisch-depressives Irresein), później określanego jako cyklofrenia, a następnie jako choroba afektywna dwubiegunowa. Z kolei szwajcarski lekarz psychiatra Eugen Bleuler (1857 – 1939) wprowadził termin choroby afektywnej (niem. affective Krankheit). Termin „depresja” został spopularyzowany przez Adolfa Meyera na początku XX wieku.
Przełom XIX i XX stulecia zainicjował rozwój psychoanalitycznych i psychodynamicznych modeli depresji oraz leczenia psychoterapeutycznego. Począwszy od lat 60. XX wieku rozwijana i stosowana w leczeniu zaburzeń depresyjnych jest także psychoterapia poznawcza, której prekursorem jest Aarona T. Beck.
Leczenie biologiczne datuje się od początku lat 30 XX wieku. Jako pierwszy Ladislas J. Meduna wprowadził terapię wstrząsami kardiazolowymi. Metoda polegała na dożylnym podaniu 3-4 ml (max. do 7 ml) 10% roztworu kardiazolu. Dochodziło u leczonego do utraty przytomności i drgawek. Z uwagi na fakt bardzo przykrej dla chorego aury szukano sposobu uniknięcia tego problemu. Rozwiązaniem było zastosowanie zabiegów elektrowstrząsowych. Jako pierwszy wprowadził je do praktyki w 1938 Ugo Cerletti i Lucio Bini. Początkowo stosowano je w leczeniu schizofrenii, następnie zaś upowszechniono ich stosowanie także w zaburzeniach depresyjnych. Były one jedyną skuteczną metodą leczenia depresji do momentu wprowadzenia w latach 50. XX wieku pierwszych leków przeciwdepresyjnych. W 1952 Jean Delay i wsp. odnotowali wzrost samopoczucia u chorych na gruźlicę i leczonych iproniazydem (pochodnej izoniazydu). Zwrócili uwagę, że ten wzrost samopoczucia u wielu chorych nie korelował z kliniczną poprawą w leczeniu choroby podstawowej. To podsunęło pomysł, aby lek ten podać chorym na depresję. Efekt był pozytywny, stwierdzono poprawę zarówno napędu, jak i nastroju u chorych na depresję. Stwierdzono, że lek ten hamuje enzym odpowiedzialny za rozkład neuroprzekaźników, podnosząc ich poziom w ośrodkowym układzie nerwowym (współcześnie iproniazyd zaliczany jest do grupy inhibitorów monoaminooksydazy – IMAO). W późniejszych latach zsyntetyzowano wiele leków z tej grupy. Nieco później, w 1957, w szwajcarskim szpitalu psychiatrycznym Roland Kuhn dokonał przełomowego odkrycia imipraminy, pierwszego z trójcyklicznych leków przeciwdepresyjnych. Wprowadzenie ich do lecznictwa psychiatrycznego otworzyło nowe perspektywy pacjentom cierpiącym z powodu depresji i pozwoliło ograniczyć częstość stosowania zabiegów elektrowstrząsowych. Późniejsze postępy w zakresie farmakoterapii depresji polegały na wprowadzaniu kolejnych leków, o ściślej ukierunkowanych mechanizmach działania, które ograniczały się do hamowania wychwytu zwrotnego określonych amin biogennych lub wpływały bardziej wybiórczo na receptory synaptyczne. Pozwoliło to ograniczyć działania niepożądane, jakie obserwowano podczas terapii wcześniej stosowanymi lekami. Przykładami tutaj mogą być fluoksetyna wprowadzona 1986 czy też wenlafaksyna wprowadzona w 1993. Przyjęło się określać takie leki mianem atypowych antydepresantów lub antydepresantów drugiej generacji. Należy do nich większość obecnie stosowanych leków przeciwdepresyjnych. Aktualnie leki przeciwdepresyjne należą do najczęściej stosowanych środków farmakologicznych. Co więcej, w wielu krajach zachodnich w latach 90. i w pierwszej dekadzie XXI w. zaobserwowano systematyczny wzrost częstości ich stosowania. Wzrost ten przypisuje się m.in. czynnikom socjoekonomicznym, jak również częstszemu rozpoznawaniu zaburzeń psychicznych, rozszerzeniu wskazań do stosowania owych leków (zwłaszcza o zaburzenia lękowe) i zmniejszaniu się problemu stygmatyzacji osób korzystających z tych leków.

### Stygmatyzacja i dyskryminacja chorych na depresję
Pomimo znacznego rozpowszechnienia zaburzeń depresyjnych oraz faktu, że przeciętna osoba z depresją ma mniejsze skłonności do agresji i popadania w konflikt z prawem, niż przeciętny obywatel, chorzy na depresję są stygmatyzowani i dyskryminowani w wielu społeczeństwach, w tym też w społeczeństwie polskim. Stwierdzono, że dyskryminacja tej grupy chorych niekorzystnie wpływa na proces ich leczenia. Chorzy doświadczający silniejszej stygmatyzacji, rzadziej ujawniają swoją chorobę przed rodziną, mają trudności z uzyskaniem wsparcia w swoim środowisku i są mniej skłonni do systematycznego przyjmowania leków przeciwdepresyjnych, częściej opuszczają umówione wizyty u swoich lekarzy i ogólnie mają większe problemy z radzeniem sobie ze swoją chorobą. Ujawniwszy swoje problemy zdrowotne w miejscu pracy często spotykają się z dyskryminacją lub wykluczeniem społecznym, kwestionowaniem ich kompetencji. Chorzy na depresję często spotykają się z zachowaniami innych osób wynikającymi z krzywdzących stereotypów dotyczących chorych psychicznie, które wiążą się z postawą zdystansowania lub unikaniem kontaktu z chorymi, ograniczaniem ich praw. Podkreśla się, że owe negatywne postawy i sposoby myślenia o chorobie są nierzadko przyswajane przez samych chorych, co obniża ich samoocenę i nasila trudności w funkcjonowaniu. Chorzy na depresję mogą też żywić silne obawy przed stereotypowymi reakcjami innych osób, co stanowi dla nich dodatkowe źródło stresu. Stygmatyzacja spotyka zwłaszcza osoby mieszkające w małych miejscowościach. Przyjmuje się, że w kształtowaniu negatywnych stereotypów na temat chorych psychicznie, istotną rolę odgrywają media masowe, które relacjonują problemy osób z zaburzeniami psychicznymi w sposób wybiórczy i nieobiektywny.
W związku z tym wiele instytucji i organizacji podejmuje inicjatywy społeczno-edukacyjne, których celem jest m.in. poprawienie odbioru społecznego chorych na depresję i zapobieganie ich dyskryminacji. Przełamanie tabuizacji i stygmatyzacji odbywa się także przy udziale wielu znanych Polaków, którzy za pośrednictwem mediów opowiadają o swoich trudnościach związanych z depresją – należą do nich m.in.: Justyna Kowalczyk, Jolanta Fraszyńska, Kora Jackowska, Danuta Stenka, Kasia Kowalska, Edyta Bartosiewicz, Maria Peszek, Kamil Sipowicz, Paweł Królikowski, Tomasz Lipiński, Ewa Kuklińska i Katarzyna Klich.

### Tatuaż
Jednym z symboli walki z depresją jest wytatuowany na nadgarstku średnik, dzięki inicjatywie amerykańskiej organizacji non-profit Project Semicolon, zajmującej się zdrowiem psychicznym. Pomysłodawcy definiują ten symbol: „Średnika używa się, gdy autor mógł zakończyć zdanie, ale zdecydował inaczej. Ty jesteś autorem, a zdanie to twoje życie.”. Tatuaż z tym symbolem ma podnosić świadomość społeczną dotyczącą zaburzeń psychicznych, w szczególności zaburzeń depresyjnych.

## Klasyfikacja ICD10
| kod ICD10     | nazwa choroby                                                                                  |
| ------------- | ---------------------------------------------------------------------------------------------- |
| ICD-10: F32   | Epizod depresyjny                                                                              |
| ICD-10: F32.0 | Epizod depresji łagodny                                                                        |
| ICD-10: F32.1 | Epizod depresji umiarkowany                                                                    |
| ICD-10: F32.2 | Epizod depresji ciężki, bez objawów psychotycznych                                             |
| ICD-10: F32.3 | Epizod depresji ciężki, z objawami psychotycznymi                                              |
| ICD-10: F32.8 | Inne epizody depresyjne                                                                        |
| ICD-10: F32.9 | Epizod depresyjny, nieokreślony                                                                |
| ICD-10: F33   | Zaburzenia depresyjne nawracające                                                              |
| ICD-10: F33.0 | Zaburzenia depresyjne nawracające, obecnie epizod depresyjny łagodny                           |
| ICD-10: F33.1 | Zaburzenie depresyjne nawracające, obecnie epizod depresyjny umiarkowany                       |
| ICD-10: F33.2 | Zaburzenie depresyjne nawracające, obecnie epizod depresji ciężkiej bez objawów psychotycznych |
| ICD-10: F33.3 | Zaburzenie depresyjne nawracające, obecnie epizod depresji ciężkiej z objawami psychotycznymi  |
| ICD-10: F33.4 | Zaburzenie depresyjne nawracające, obecnie stan remisji                                        |
| ICD-10: F33.8 | Inne nawracające zaburzenia depresyjne                                                         |
| ICD-10: F33.9 | Nawracające zaburzenia depresyjne nieokreślone                                                 |